# Melodifestivalen (2023)
A 2023-as Melodifestivalen egy hatrészes svéd zenei verseny volt, melynek keretén belül a nézők és a nemzetközi, szakmai zsűrik kiválasztották, hogy ki képviselje Svédországot a 2023-as Eurovíziós Dalfesztiválon, Liverpoolban. A 2023-as Melodifestivalen a hatvanhatodik svéd nemzeti döntő volt.
Az élő műsorsorozatban ezúttal is huszonnyolc dal versenyzett az Eurovíziós Dalfesztiválra való kijutásért. A sorozat kétfordulós volt; hat élő adásból állt a következők szerint: négy válogató, egy elődöntő és a döntő. Válogatónként hét-hét előadó lépett fel. A válogatók első két helyezettjei a döntőbe, a harmadik és negyedik helyezettek az elődöntőbe jutottak tovább. Az elődöntőben a négy legtöbb szavazatot összegyűjtött dal jutott tovább a döntőbe, ahol így tizenketten versenyeztek. A válogatókban és az elődöntőben csak a nézői applikációs, illetve telefonos szavazatok alapján kerültek ki a továbbjutók. A döntőben a nézők és a nemzetközi szakmai zsűrik szavazatai alakították ki a végeredményt 50–50% arányban.

## Helyszínek
A nemzeti válogató helyszíneit 2022. szeptember 24-én jelentették be. Ebben az évben visszatért az országos turné és a különböző adásokat hat különböző svéd városban tartották meg. Örnsköldsvik öt, míg Lidköping négy év után adhatott újra otthont újra a versenynek.
| Forduló           | Dátum             | Város        | Helyszín                   | Műsorvezetők                   |
| ----------------- | ----------------- | ------------ | -------------------------- | ------------------------------ |
| Első válogató     | 2023. február 4.  | Göteborg     | Scandinavium               | Farah Abadi és Jesper Rönndahl |
| Második válogató  | 2023. február 11. | Linköping    | Saab Arena                 | Farah Abadi és Jesper Rönndahl |
| Harmadik válogató | 2023. február 18. | Lidköping    | Sparbanken Lidköping Arena | Farah Abadi és Jesper Rönndahl |
| Negyedik válogató | 2023. február 25. | Malmö        | Malmö Aréna                | Farah Abadi és Jesper Rönndahl |
| Elődöntő          | 2023. március 4.  | Örnsköldsvik | Hägglunds Arena            | Farah Abadi és Jesper Rönndahl |
| Döntő             | 2023. március 11. | Stockholm    | Friends Arena              | Farah Abadi és Jesper Rönndahl |

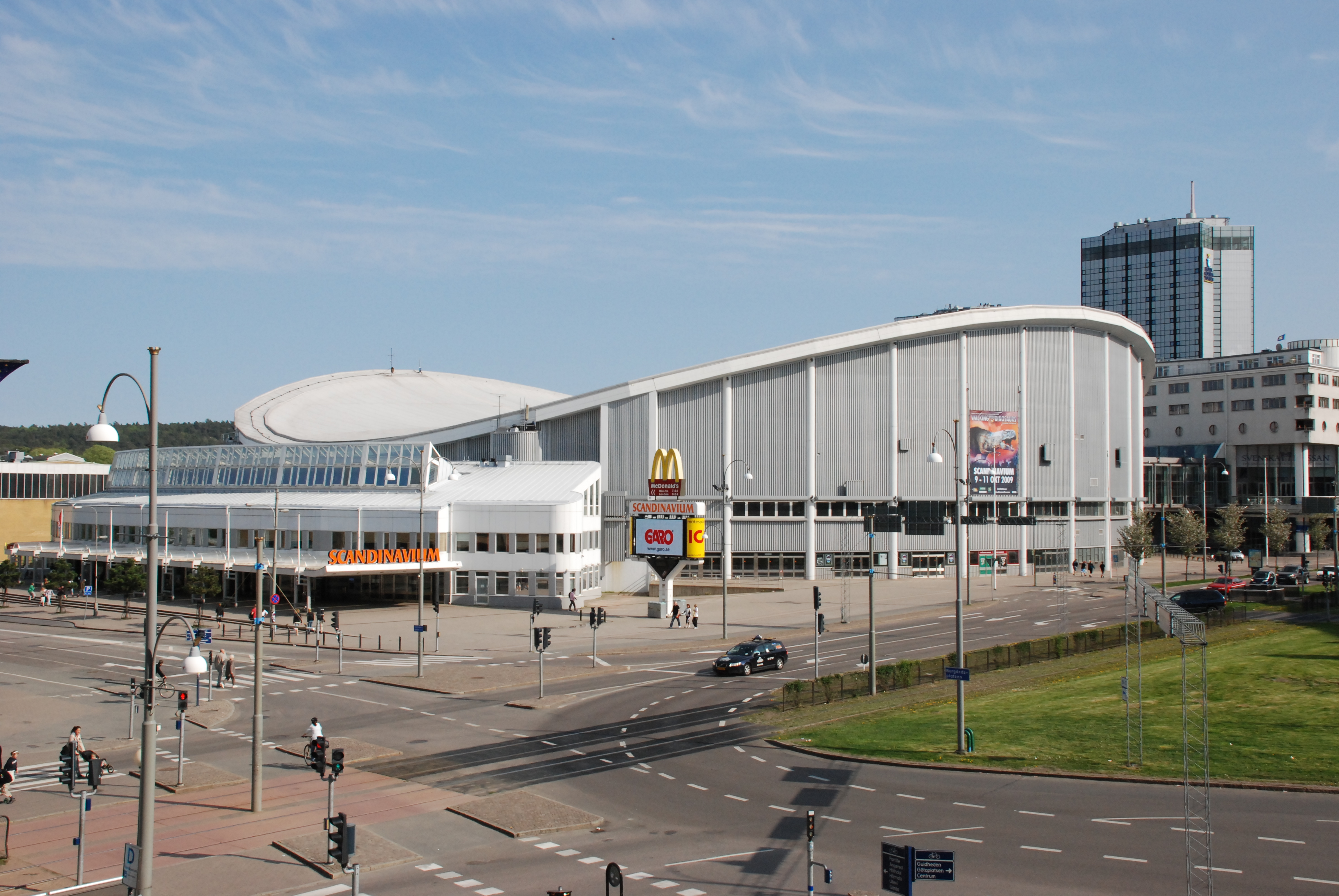
Scandinavium
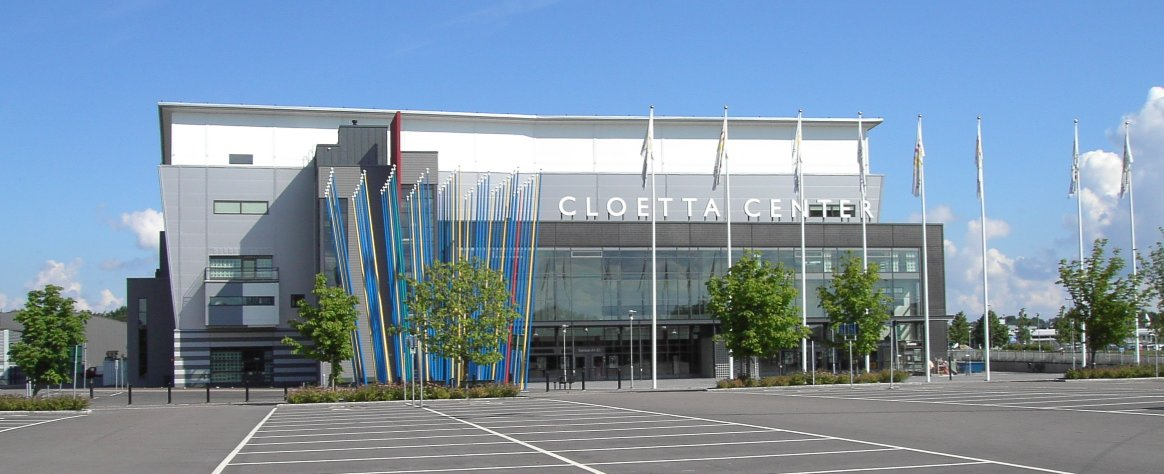
Saab Aréna
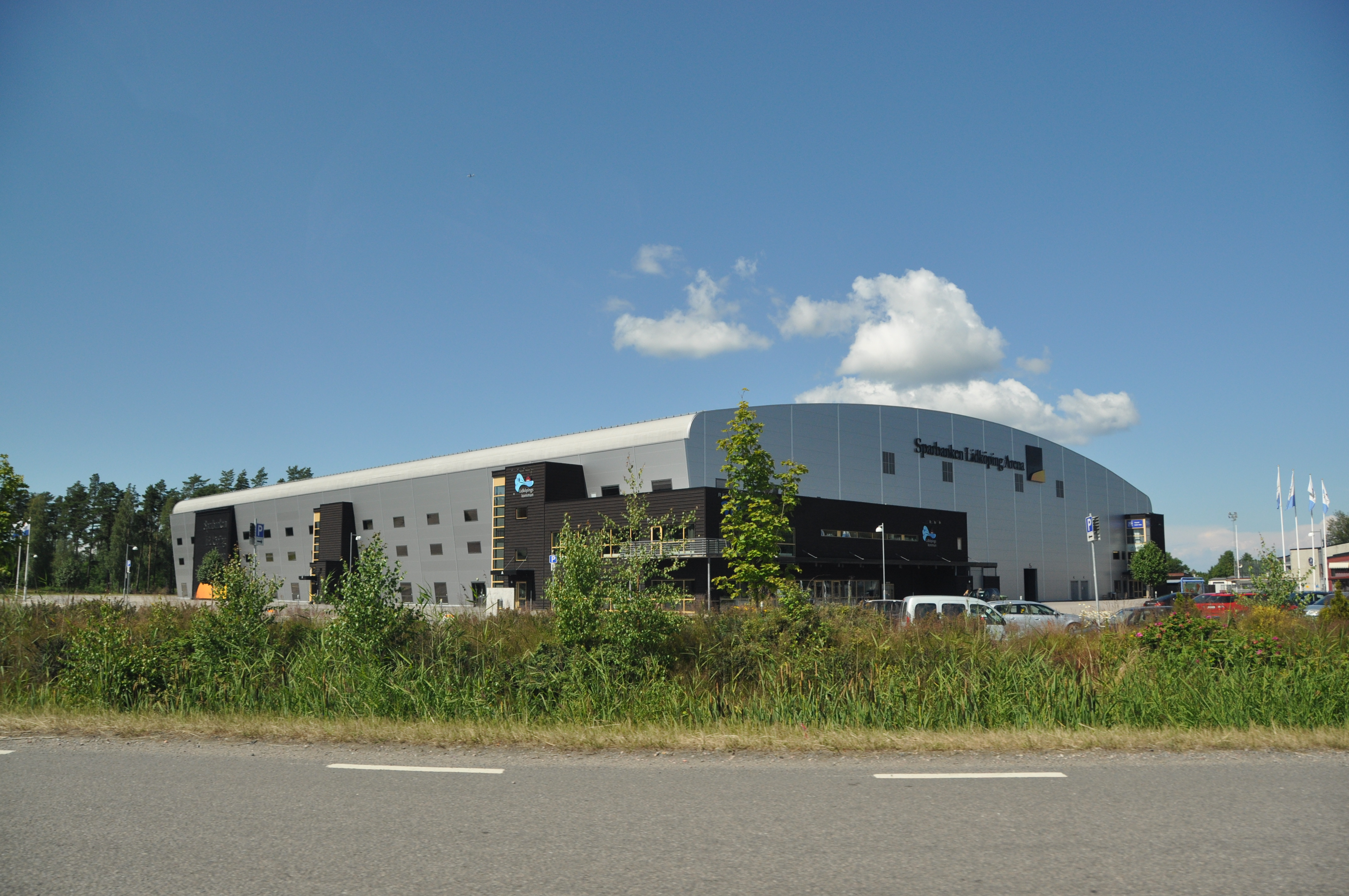
Sparbanken Lidköping Arena
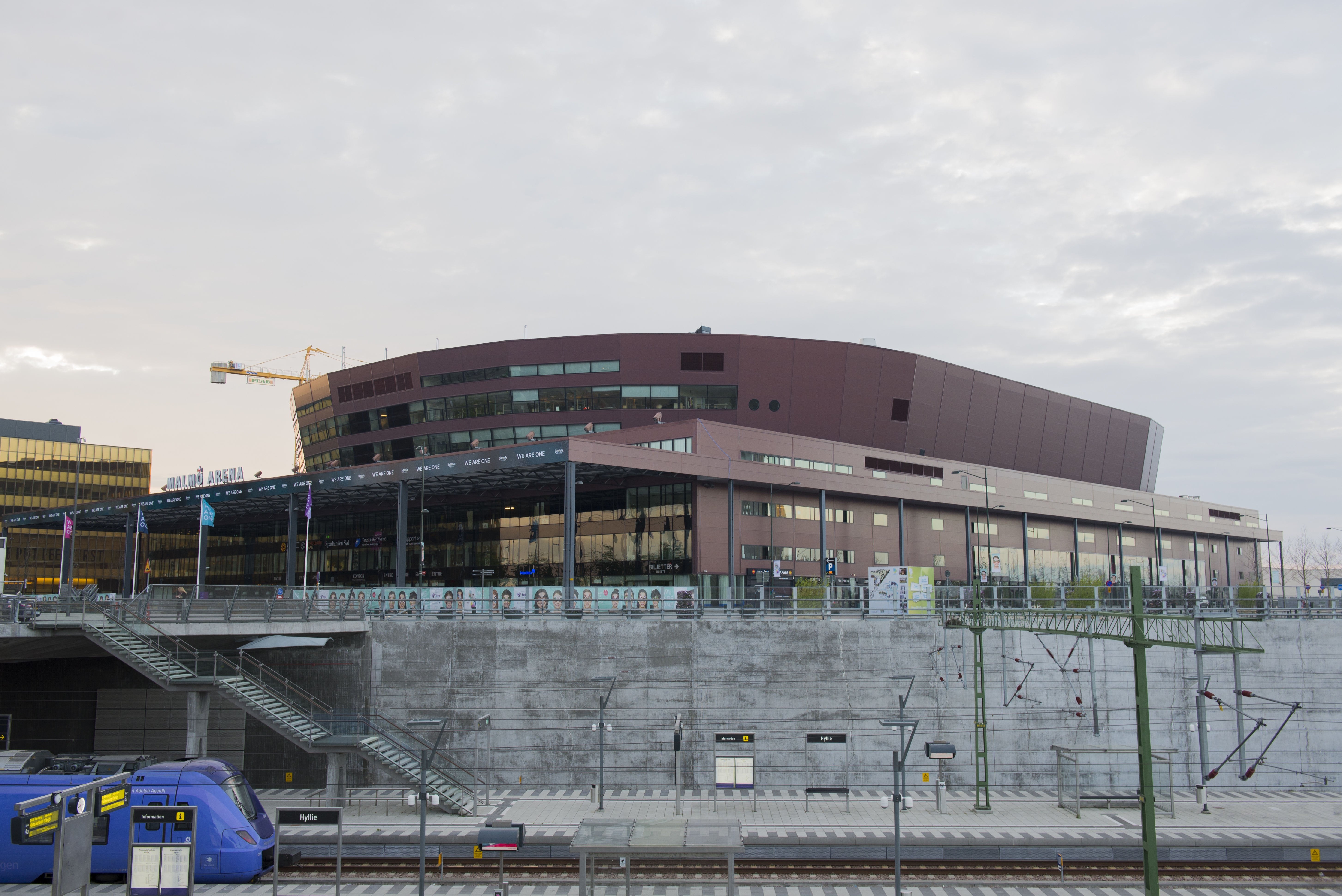
Malmö Aréna
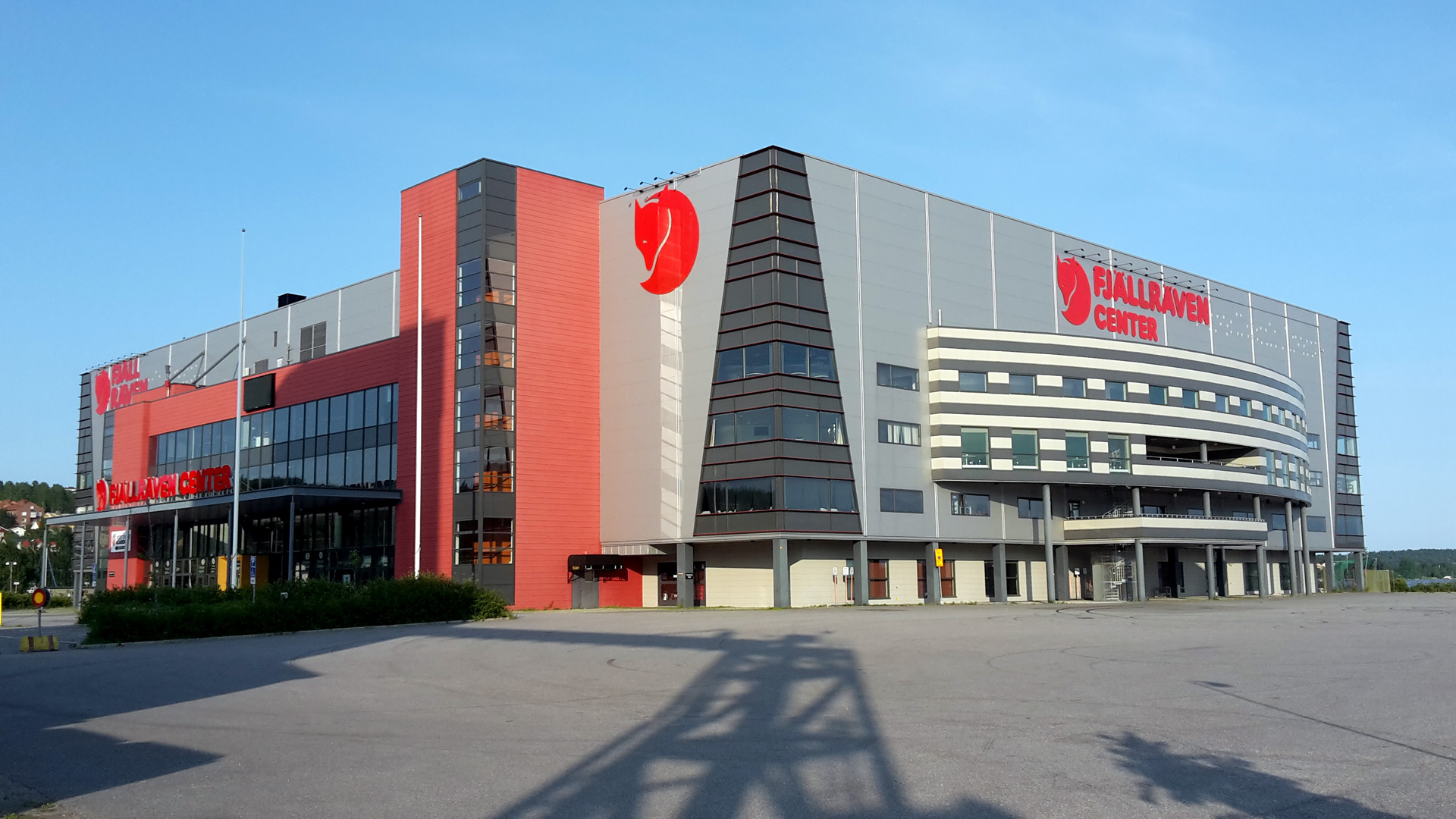
Hägglunds Aréna
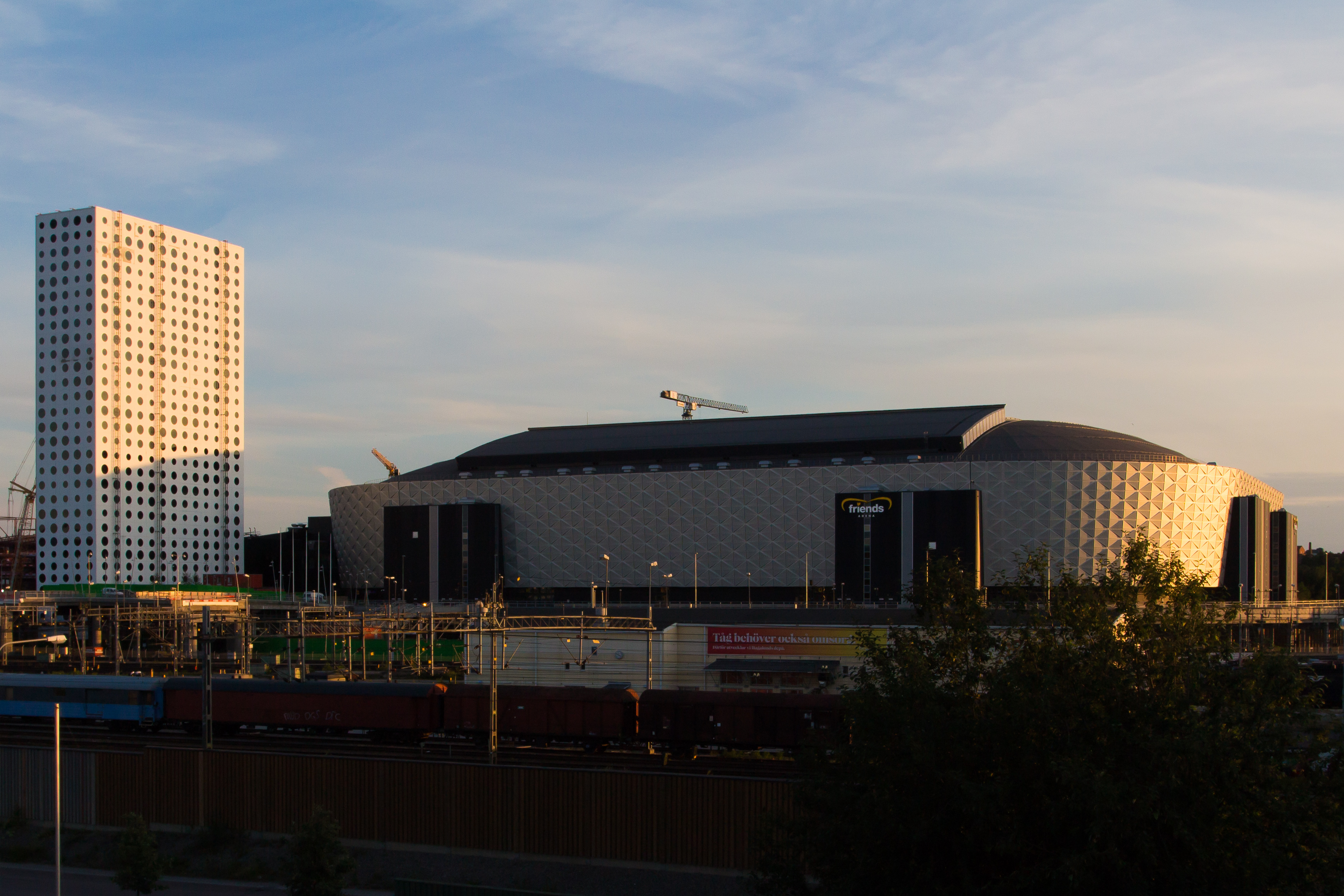
Friends Aréna

## Műsorvezetők
A válogatóműsor műsorvezetőit 2022. szeptember 24-én a délelőtti órákban jelentette be az SVT. A feladatot ezúttal Farah Abadi és Jesper Rönndahl látta el.
Farah Abadi 2022-ben Oscar Zia mellett a green room-ból segítette a műsorvezető munkáját.

## A versenyszabályok változása
2023-tól az elődöntőben részt vevő nyolc dalt nem osztották szét két csoportra – egyben mérettettek meg, és a négy legtöbb szavaztot kapott produkció került be a döntőbe.

## Résztvevők
A résztvevőket és dalok címét 2022. november 29-én és november 30-án jelentették be egy sajtótájékoztató keretein belül. Ezt követően, a fellépési sorrendet 2023. január 11-én hozták nyilvánosságra.
| Előadó                                           | Dal                               | Nyelv       | Szerző(k) |
| ------------------------------------------------ | --------------------------------- | ----------- | --- |
| Axel Schylström                                  | Gorgeous                          | angol       | Axel Schylström, Herman Gardarfve, Jonas Thander, Malin Halvardsson                                                                    |
| Casanovas                                        | Så kommer känslorna tillbaka      | svéd        | Henrik Sethsson, Mikael Karlsson |
| Eden                                             | Comfortable                       | angol       | Benjamin Rosenbohm, Eden Alm, Emil Adler Lei, Julie Aagaard                                                                            |
| Elov & Beny                                      | Raggen går                        | svéd        | Johan Werner, Kristian Wejshag, Mattias Elovsson, Oscar Kilenius, Tim Larsson                                                          |
| Emil Henrohn                                     | Mera mera mera                    | svéd, angol | Emil Henrohn, Jakob Redtzer, Ji Nilsson, Marlene Strand                                                                                |
| Eva Rydberg & Ewa Roos                           | Länge leve livet                  | svéd        | Emil Vaker, Henric Pierroff, Kalle Rydberg                                                                                             |
| Ida-Lova                                         | Låt hela stan se på               | svéd        | Andreas "Giri" Lindbergh, Ida-Lova Lind, Joy Deb, Linnea Deb                                                                           |
| Jon Henrik Fjällgren, Arc North feat. Adam Woods | Where You Are (Sávežan)           | angol       | Calle Hellberg, Jon Henrik Fjällgren, Joy Deb, Oliver Belvelin, Oscar Christiansson, Richard Lästh, Tobias Lundgren, William Segerdahl |
| Kiana                                            | Where Did You Go                  | angol       | Jimmy "Joker" Thörnfeldt, Joy Deb, Linnea Deb                                                                                          |
| Laurell                                          | Sober                             | angol       | Anderz Wrethov, Andreas Johansson, Laurell Barker, Thomas Stengaard                                                                    |
| Loreen                                           | Tattoo                            | angol       | Jimmy "Joker" Thörnfeldt, Jimmy Jansson, Lorine Talhaoui, Moa Carlebecker, Peter Boström, Thomas G:son                                 |
| Loulou Lamotte                                   | Inga sorger                       | svéd        | Jonas Thander, Loulou LaMotte |
| Marcus & Martinus                                | Air                               | angol       | Jimmy "Joker" Thörnfeldt, Joy Deb, Linnea Deb, Marcus Gunnarsen, Martinus Gunnarsen                                                    |
| Maria Sur                                        | Never Give Up                     | angol       | Anderz Wrethov, Laurell Barker |
| Mariette                                         | One Day                           | angol       | Jimmy Jansson, Thomas G:son, Mariette Hansson                                                                                          |
| Melanie Wehbe                                    | For the Show                      | angol       | David Lindgren Zacharias, Herman Gardarfve, Melanie Wehbe                                                                              |
| Nordman                                          | Släpp alla sorger                 | svéd        | Jimmy Jansson, Thomas G:son |
| Panetoz                                          | On My Way                         | svéd, angol | Anders Wigelius, Daniel Nzinga, Jimmy Jansson, Nebeyu Baheru, Njol Badjie, Pa Modou Badjie, Robert Norberg                             |
| Paul Rey                                         | Royals                            | angol       | Dino Medanhodzic, Jimmy "Joker" Thörnfeldt, Liam Cacatian Thomassen, Paul Rey                                                          |
| Rejhan                                           | Haunted                           | angol       | Albin Johnsén, Mattias Andréasson, Pontus Söderman, Tilde "Ronia" Wrigsell                                                             |
| Signe & Hjördis                                  | Edelweiss                         | svéd        | Anderz Wrethov, Jimmy Jansson, Myra Granberg                                                                                           |
| Smash Into Pieces                                | Six Feet Under                    | angol       | Andreas "Giri" Lindbergh, Benjamin Jennebo, Chris Adam, Jimmy "Joker" Thörnfeldt, Joy Deb, Linnea Deb, Per Bergquist                   |
| Tennessee Tears                                  | Now I Know                        | angol       | Anderz Wrethov, Jonas Hermansson, Thomas Stengaard, Tilda Feuk                                                                         |
| Theoz                                            | Mer av dig                        | svéd        | Axel Schylström, Jakob Redtzer, Peter Boström, Thomas G:son                                                                            |
| Tone Sekelius                                    | Rhythm of My Show                 | angol       | Anderz Wrethov, Dino Medanhodzic, Jimmy "Joker" Thörnfeldt, Tone Sekelius                                                              |
| Uje Brandelius                                   | Grytan                            | svéd        | Uje Brandelius |
| Victor Crone                                     | Diamonds                          | angol       | David Lindgren Zacharias, Peter Kvint, Victor Crone                                                                                    |
| Wiktoria                                         | All My Life (Where Have You Been) | angol       | Herman Gardarfve, Melanie Wehbe, Patrik Jean, Wiktoria Johansson                                                                       |

## Élő műsorsorozat

### Első válogató
Az első válogatót február 4-én rendezte az SVT hét előadó részvételével Göteborgban, a Scandinaviumban.
| #  | Előadó                                           | Dal                     | 1. forduló | 2. forduló                                | 2. forduló                                | 2. forduló                                | 2. forduló                                | 2. forduló                                | 2. forduló                                | 2. forduló                                | 2. forduló                                | 2. forduló                                | Helyezés | Eredmény     |
| #  | Előadó                                           | Dal                     | Szavazat   | 3–9                                       | 10–15                                     | 16–29                                     | 30–44                                     | 45–59                                     | 60–74                                     | 75+                                       | Telefon                                   | Pontszám                                  | Helyezés | Eredmény     |
| -- | ------------------------------------------------ | ----------------------- | ---------- | ----------------------------------------- | ----------------------------------------- | ----------------------------------------- | ----------------------------------------- | ----------------------------------------- | ----------------------------------------- | ----------------------------------------- | ----------------------------------------- | ----------------------------------------- | -------- | ------------ |
| 01 | Tone Sekelius                                    | Rhythm of My Show       | 1 087 127  | 12                                        | 12                                        | 12                                        | 12                                        | 12                                        | 12                                        | 10                                        | 12                                        | 94                                        | 2.       | Továbbjutott |
| 02 | Loulou Lamotte                                   | Inga sorger             | 754 498    | 1                                         | 1                                         | 1                                         | 5                                         | 8                                         | 8                                         | 5                                         | 3                                         | 32                                        | 6.       | Kiesett      |
| 03 | Rejhan                                           | Haunted                 | 884 660    | 5                                         | 8                                         | 10                                        | 3                                         | 3                                         | 1                                         | 1                                         | 1                                         | 32                                        | 5.       | Kiesett      |
| 04 | Elov & Beny                                      | Raggen går              | 821 418    | 8                                         | 3                                         | 3                                         | 8                                         | 5                                         | 5                                         | 3                                         | 8                                         | 43                                        | 4.       | Továbbjutott |
| 05 | Victor Crone                                     | Diamonds                | 1 012 655  | 10                                        | 10                                        | 8                                         | 10                                        | 10                                        | 10                                        | 12                                        | 10                                        | 80                                        | 3.       | Továbbjutott |
| 06 | Eva Rydberg & Ewa Roos                           | Länge leve livet        | 788 433    | 3                                         | 5                                         | 5                                         | 1                                         | 1                                         | 3                                         | 8                                         | 5                                         | 31                                        | 7.       | Kiesett      |
| 07 | Jon Henrik Fjällgren, Arc North feat. Adam Woods | Where You Are (Sávežan) | 1 352 492  | Továbbjutott a szavazás első fordulójából | Továbbjutott a szavazás első fordulójából | Továbbjutott a szavazás első fordulójából | Továbbjutott a szavazás első fordulójából | Továbbjutott a szavazás első fordulójából | Továbbjutott a szavazás első fordulójából | Továbbjutott a szavazás első fordulójából | Továbbjutott a szavazás első fordulójából | Továbbjutott a szavazás első fordulójából | 1.       | Továbbjutott |

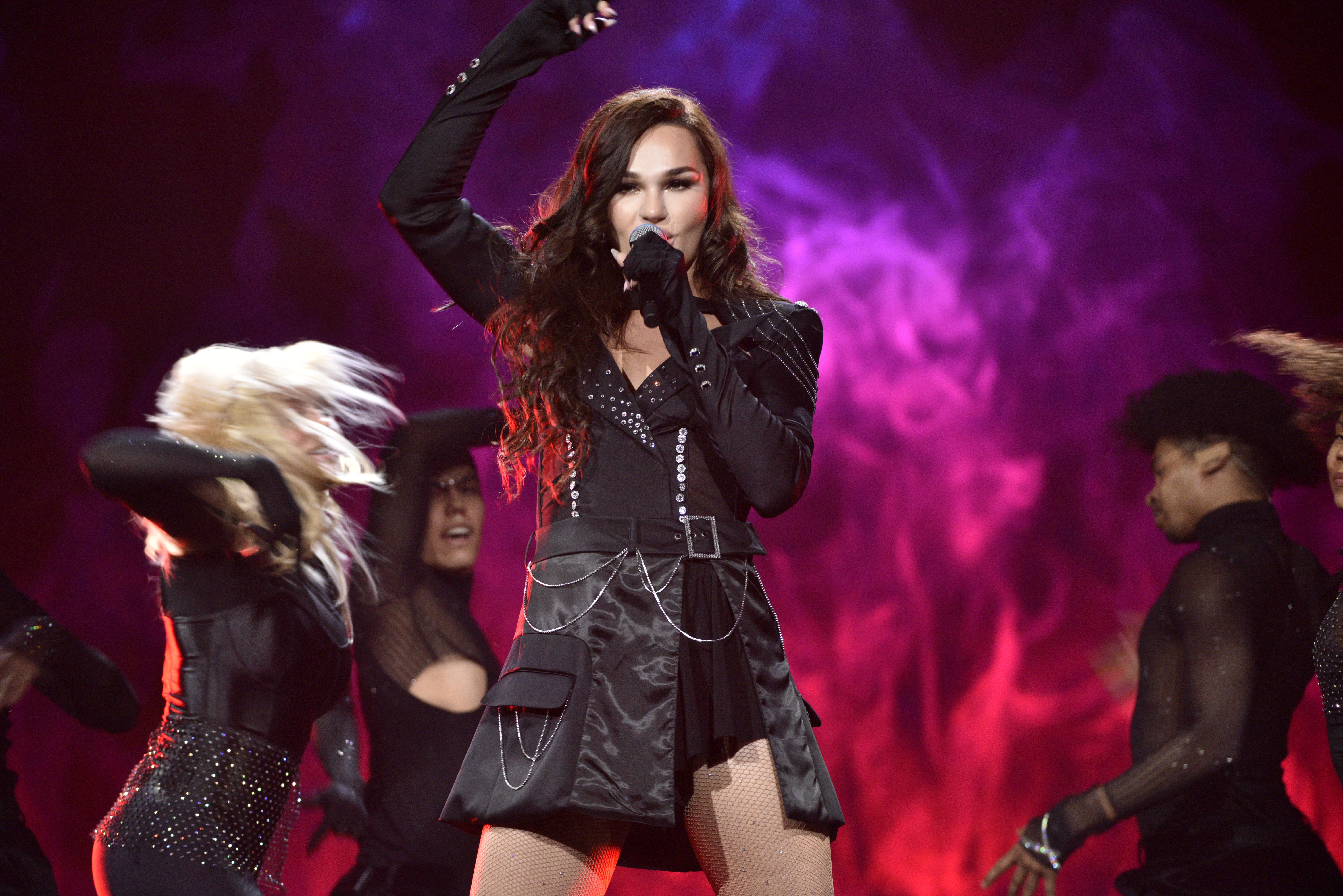
Tone Sekelius
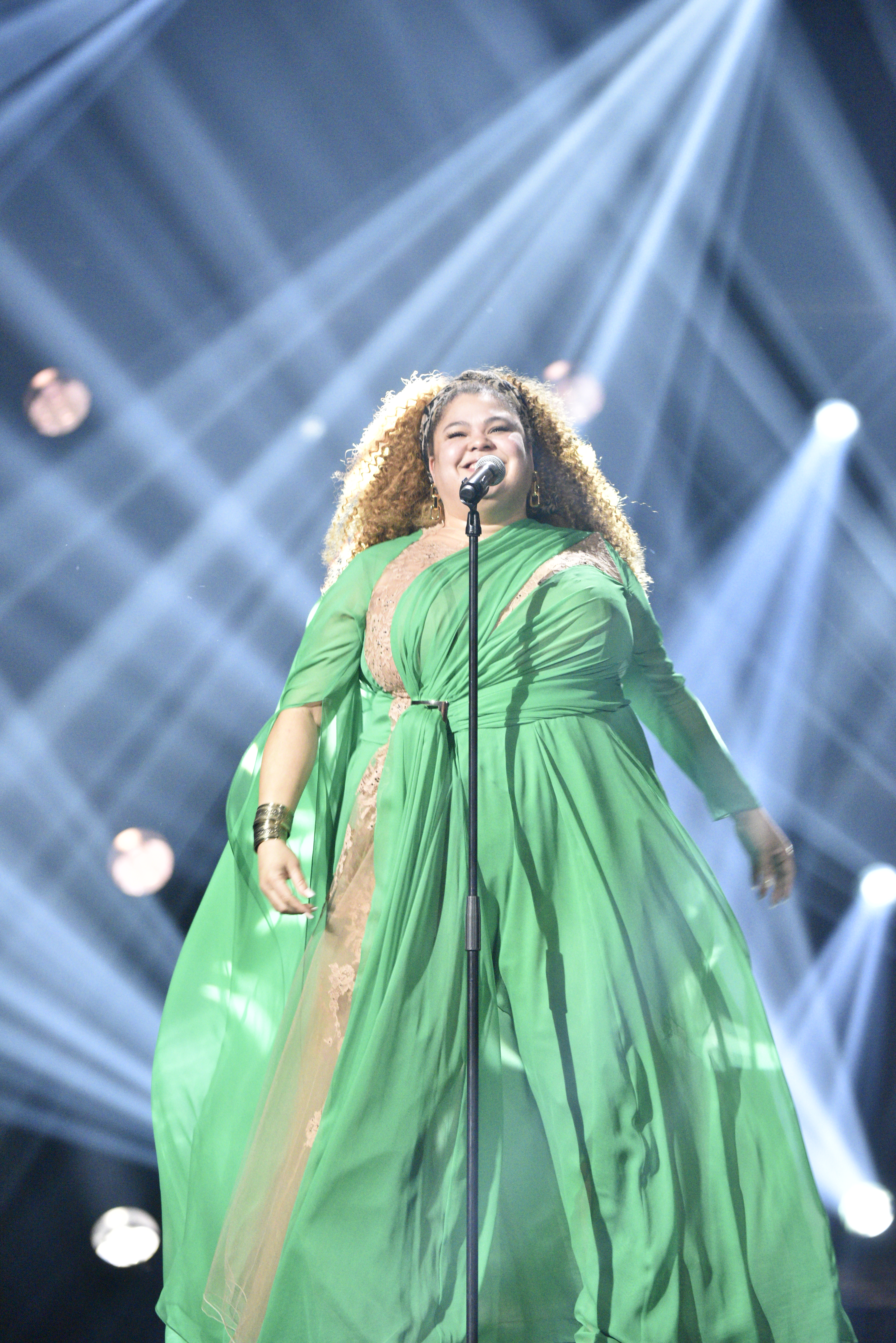
Loulou Lamotte
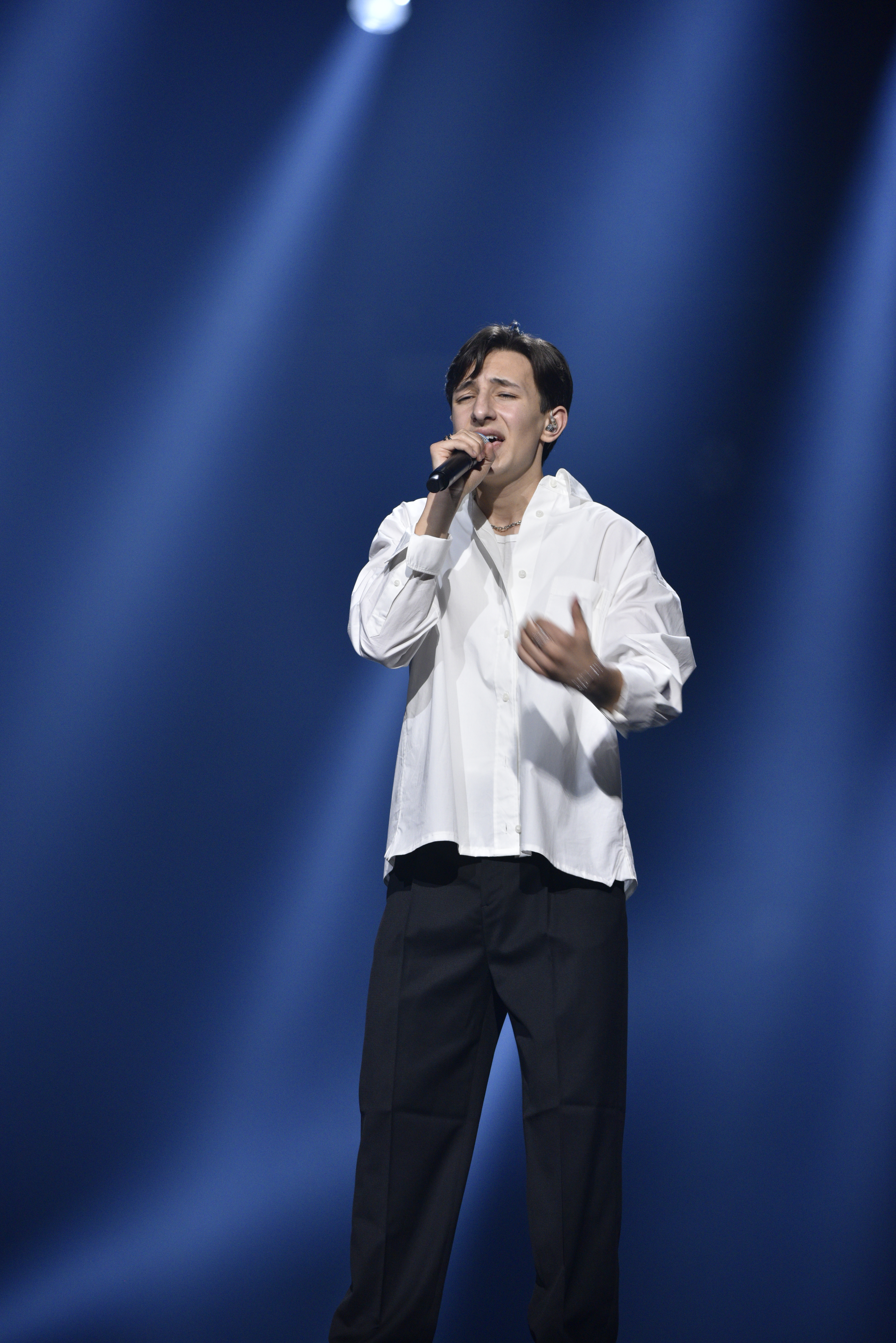
Rejhan
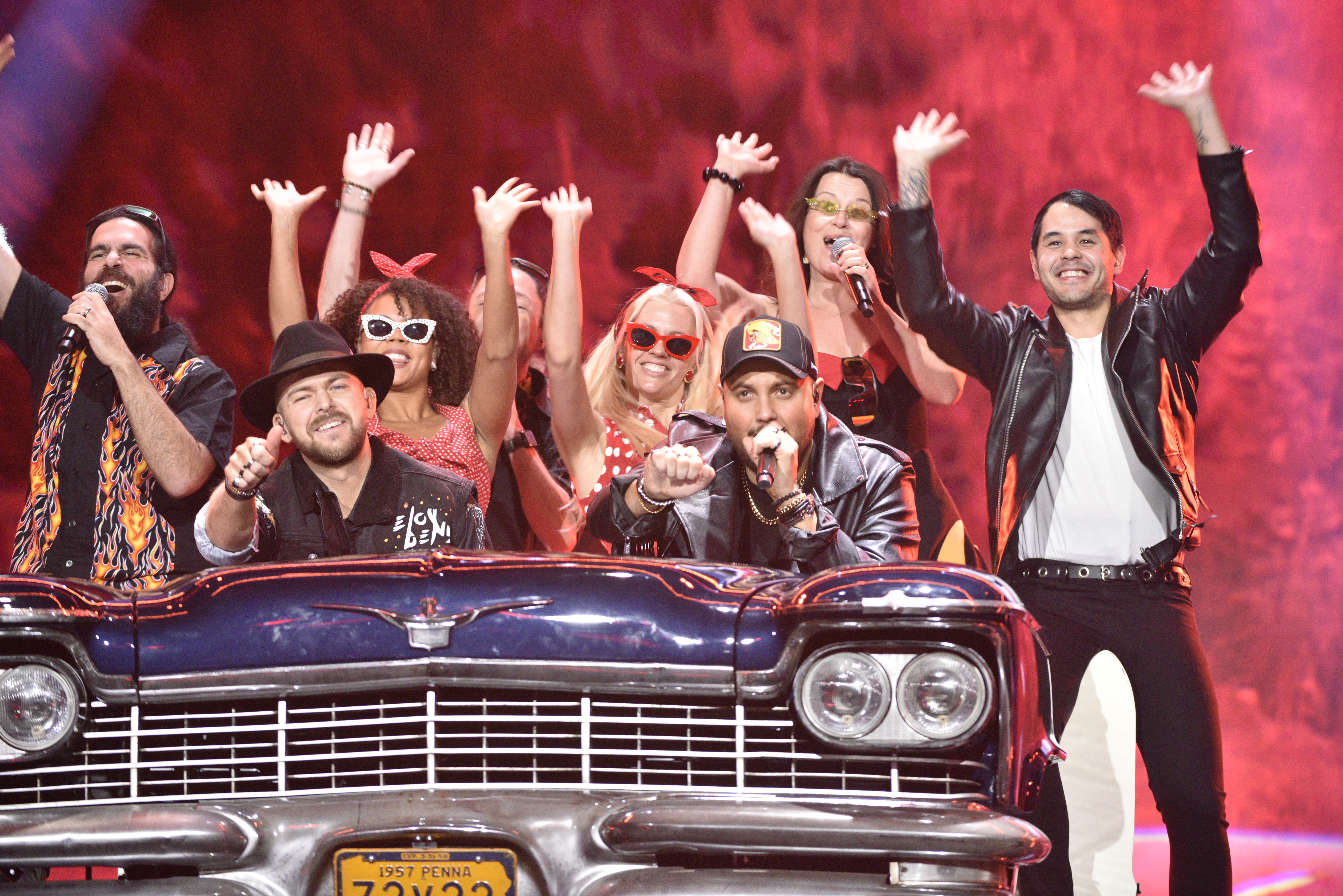
Elov & Beny
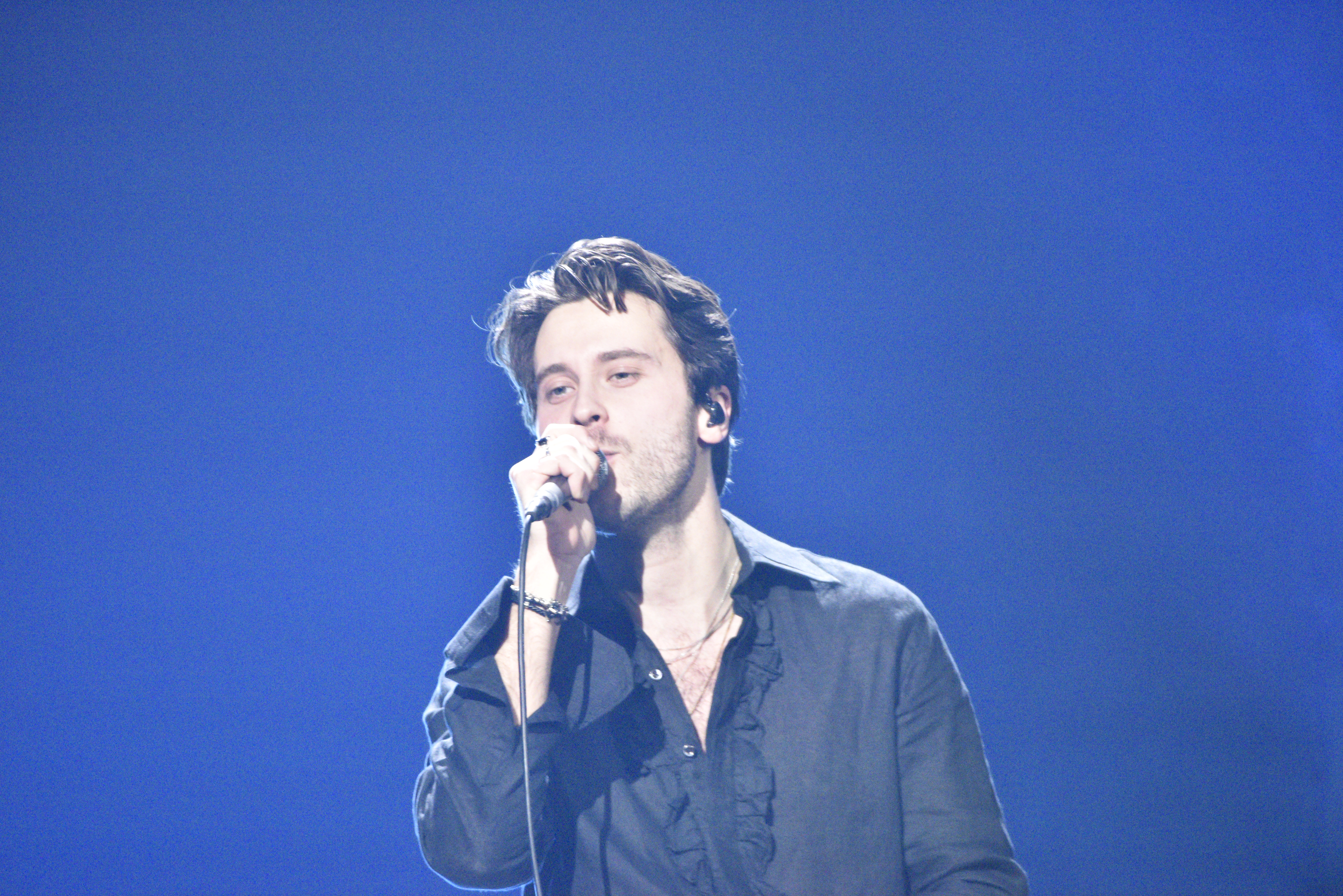
Victor Crone
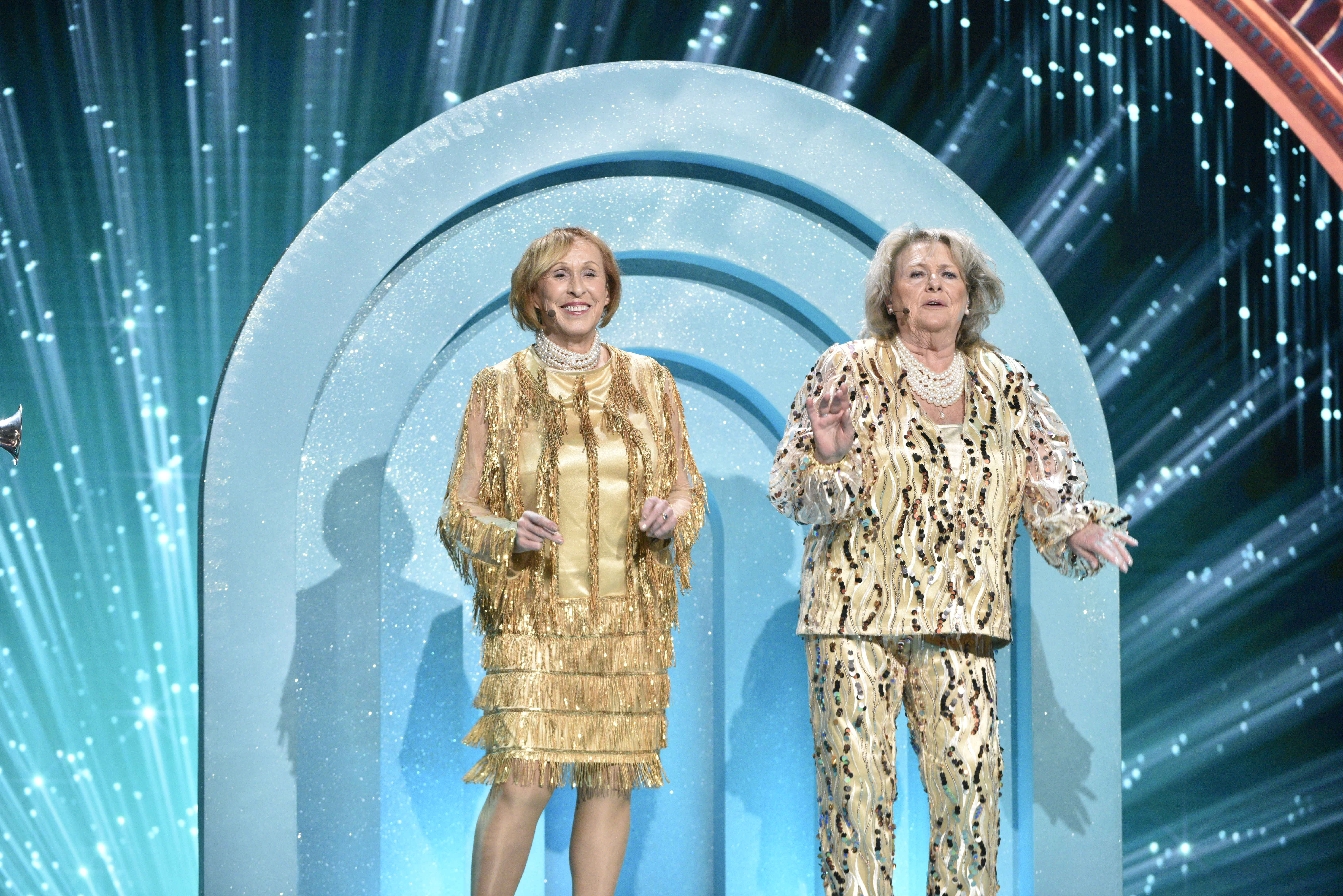
Eva Rydberg & Ewa Roos
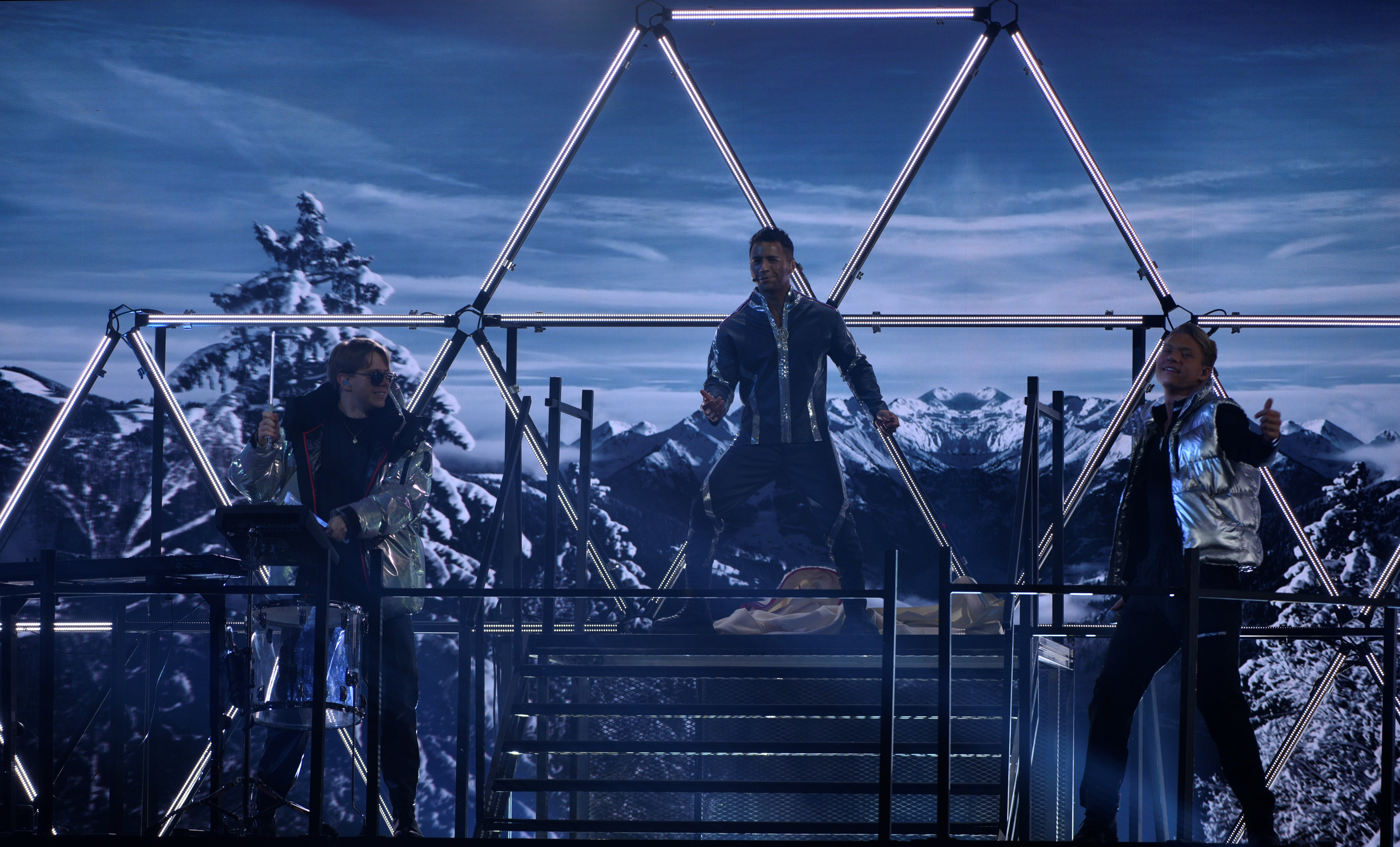
Jon Henrik Fjällgren, Arc North feat. Adam Woods

### Második válogató
A második válogatót február 11-én rendezte az SVT hét előadó részvételével Linköpingben, a Saab Arenában.
| #  | Előadó          | Dal                               | 1. forduló | 2. forduló                                | 2. forduló                                | 2. forduló                                | 2. forduló                                | 2. forduló                                | 2. forduló                                | 2. forduló                                | 2. forduló                                | 2. forduló                                | Helyezés | Eredmény     |
| #  | Előadó          | Dal                               | Szavazat   | 3–9                                       | 10–15                                     | 16–29                                     | 30–44                                     | 45–59                                     | 60–74                                     | 75+                                       | Telefon                                   | Pontszám                                  | Helyezés | Eredmény     |
| -- | --------------- | --------------------------------- | ---------- | ----------------------------------------- | ----------------------------------------- | ----------------------------------------- | ----------------------------------------- | ----------------------------------------- | ----------------------------------------- | ----------------------------------------- | ----------------------------------------- | ----------------------------------------- | -------- | ------------ |
| 01 | Wiktoria        | All My Life (Where Have You Been) | 1 057 852  | 8                                         | 8                                         | 8                                         | 5                                         | 5                                         | 5                                         | 5                                         | 3                                         | 47                                        | 5.       | Kiesett      |
| 02 | Eden            | Comfortable                       | 608 948    | 3                                         | 3                                         | 3                                         | 1                                         | 1                                         | 1                                         | 1                                         | 1                                         | 12                                        | 7.       | Kiesett      |
| 03 | Uje Brandelius  | Grytan                            | 585 684    | 1                                         | 1                                         | 1                                         | 3                                         | 3                                         | 3                                         | 3                                         | 5                                         | 22                                        | 6.       | Kiesett      |
| 04 | Panetoz         | On My Way                         | 1 333 786  | 10                                        | 12                                        | 12                                        | 10                                        | 12                                        | 10                                        | 10                                        | 8                                         | 84                                        | 2.       | Továbbjutott |
| 05 | Tennessee Tears | Now I Know                        | 1 001 348  | 5                                         | 5                                         | 5                                         | 8                                         | 10                                        | 12                                        | 12                                        | 12                                        | 69                                        | 4.       | Továbbjutott |
| 06 | Maria Sur       | Never Give Up                     | 1 346 229  | Továbbjutott a szavazás első fordulójából | Továbbjutott a szavazás első fordulójából | Továbbjutott a szavazás első fordulójából | Továbbjutott a szavazás első fordulójából | Továbbjutott a szavazás első fordulójából | Továbbjutott a szavazás első fordulójából | Továbbjutott a szavazás első fordulójából | Továbbjutott a szavazás első fordulójából | Továbbjutott a szavazás első fordulójából | 1.       | Továbbjutott |
| 07 | Theoz           | Mer av dig                        | 1 106 875  | 12                                        | 10                                        | 10                                        | 12                                        | 8                                         | 8                                         | 8                                         | 10                                        | 78                                        | 3.       | Továbbjutott |

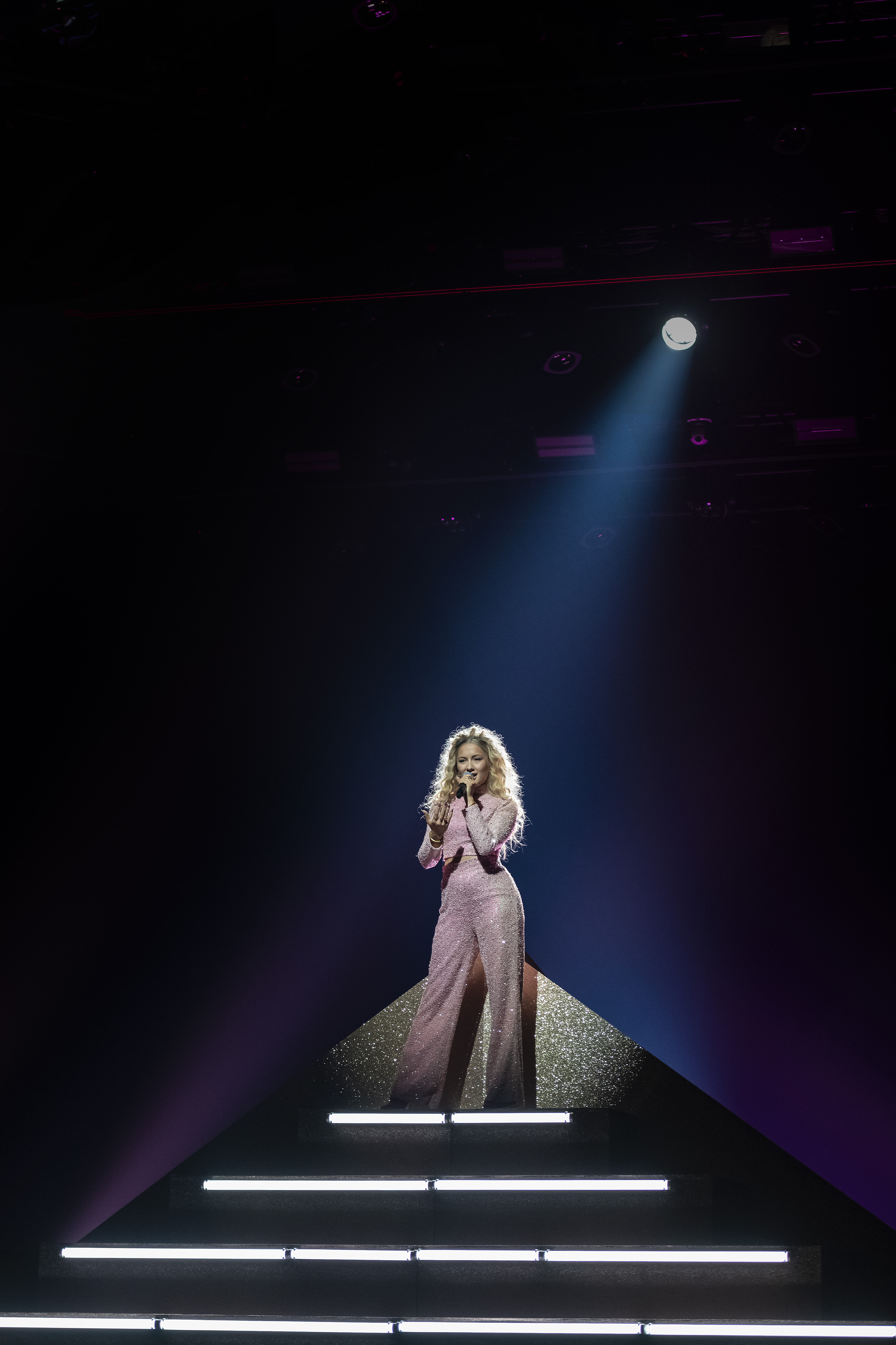
Wiktoria
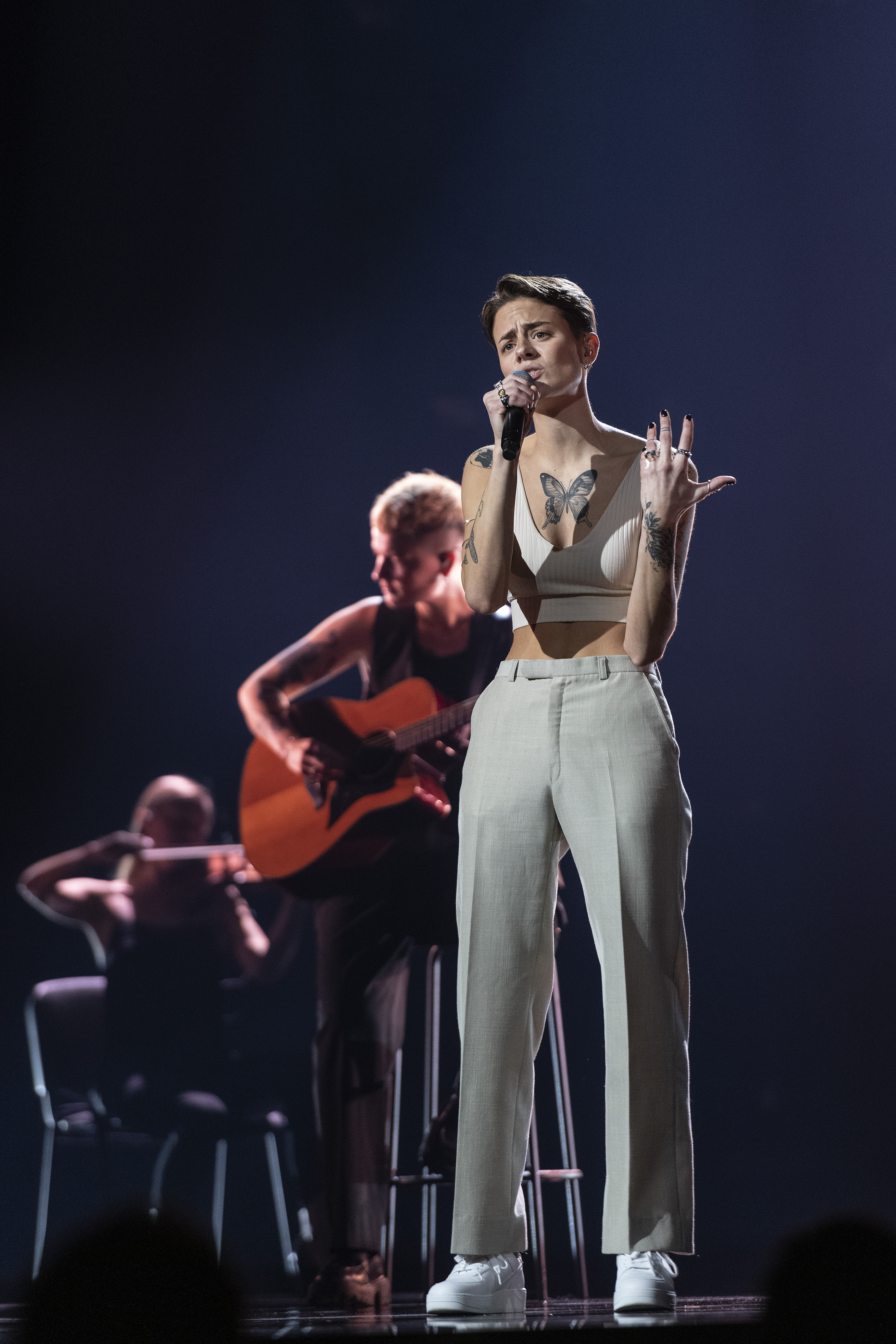
Eden
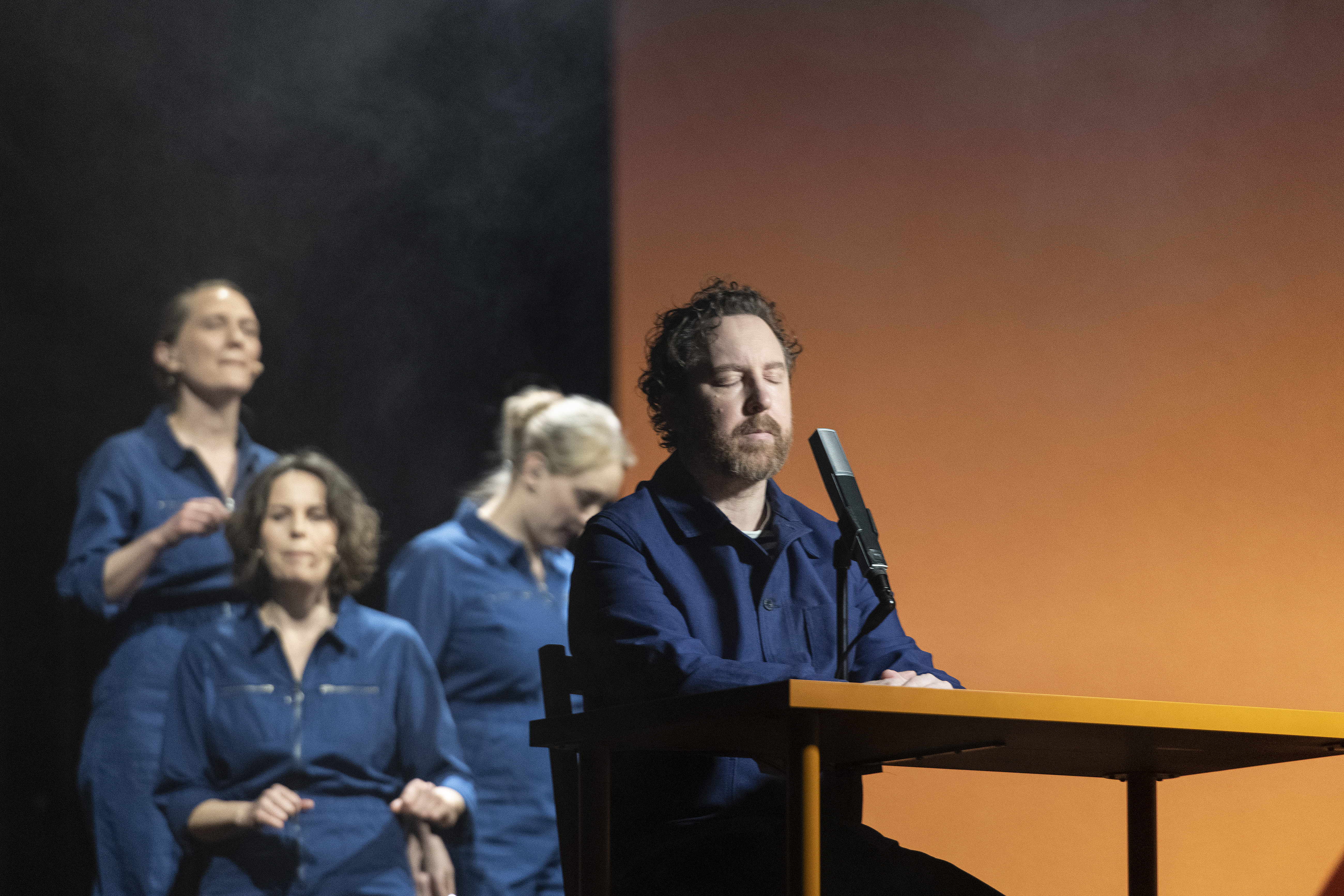
Uje Brandelius
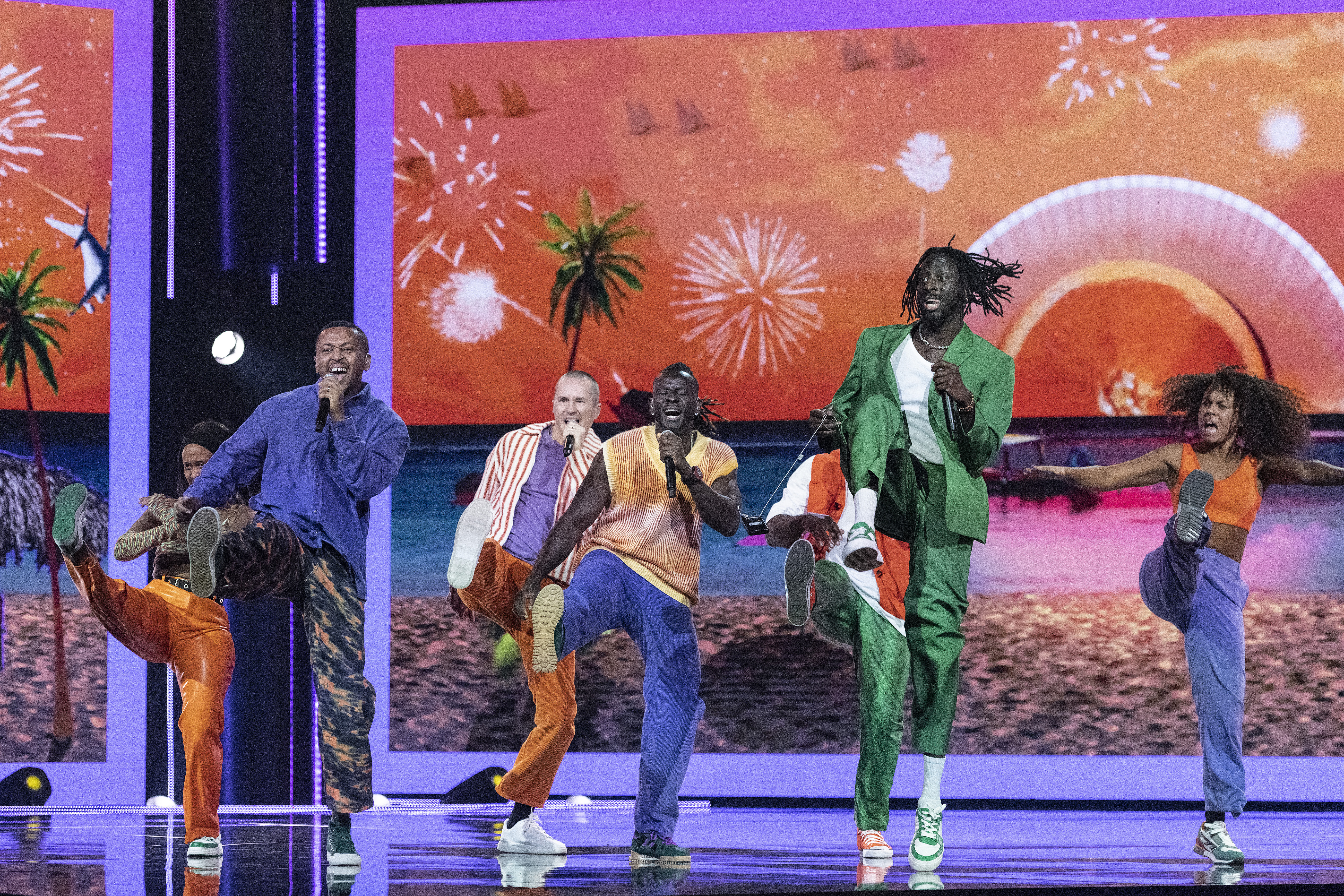
Panetoz
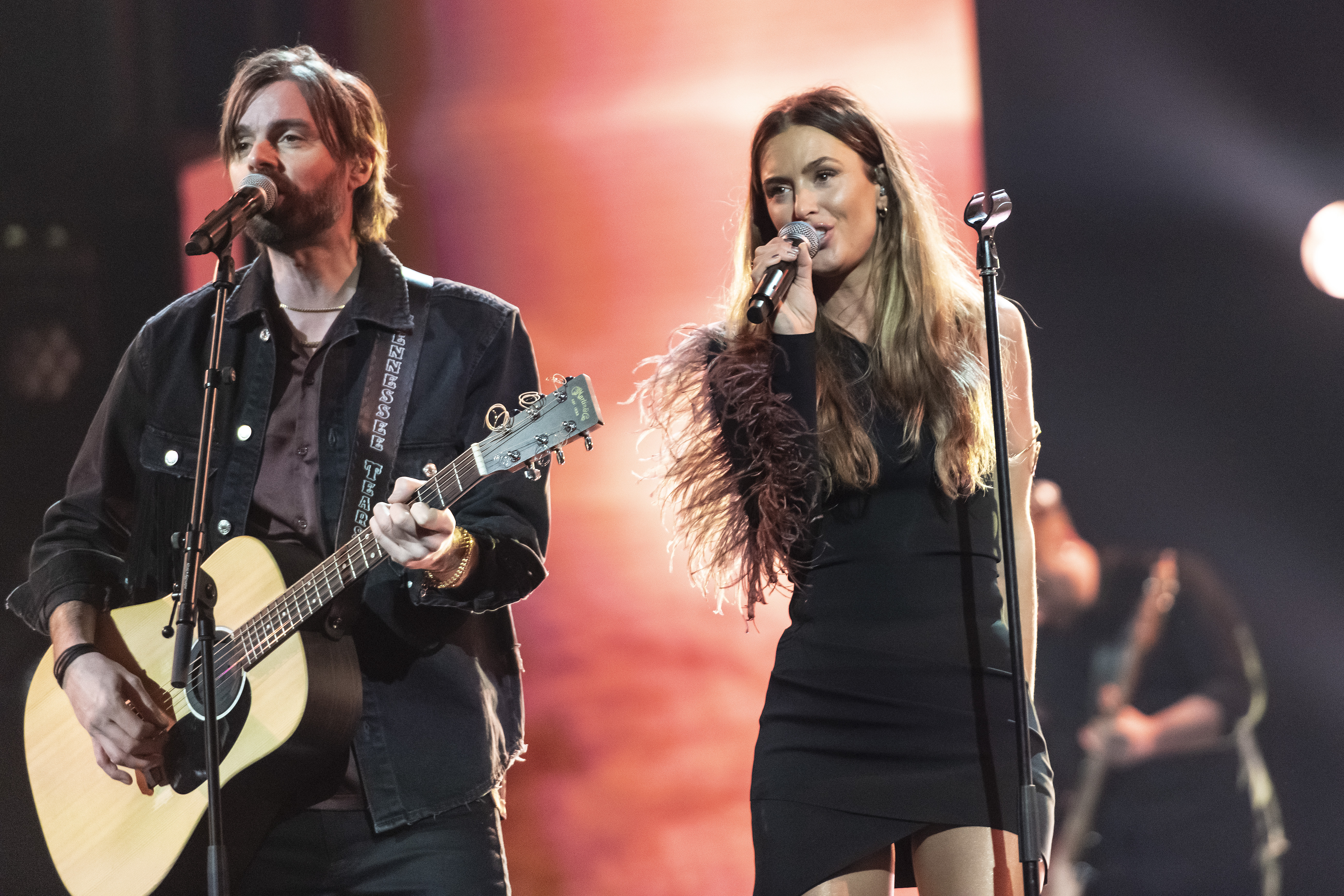
Tennessee Tears
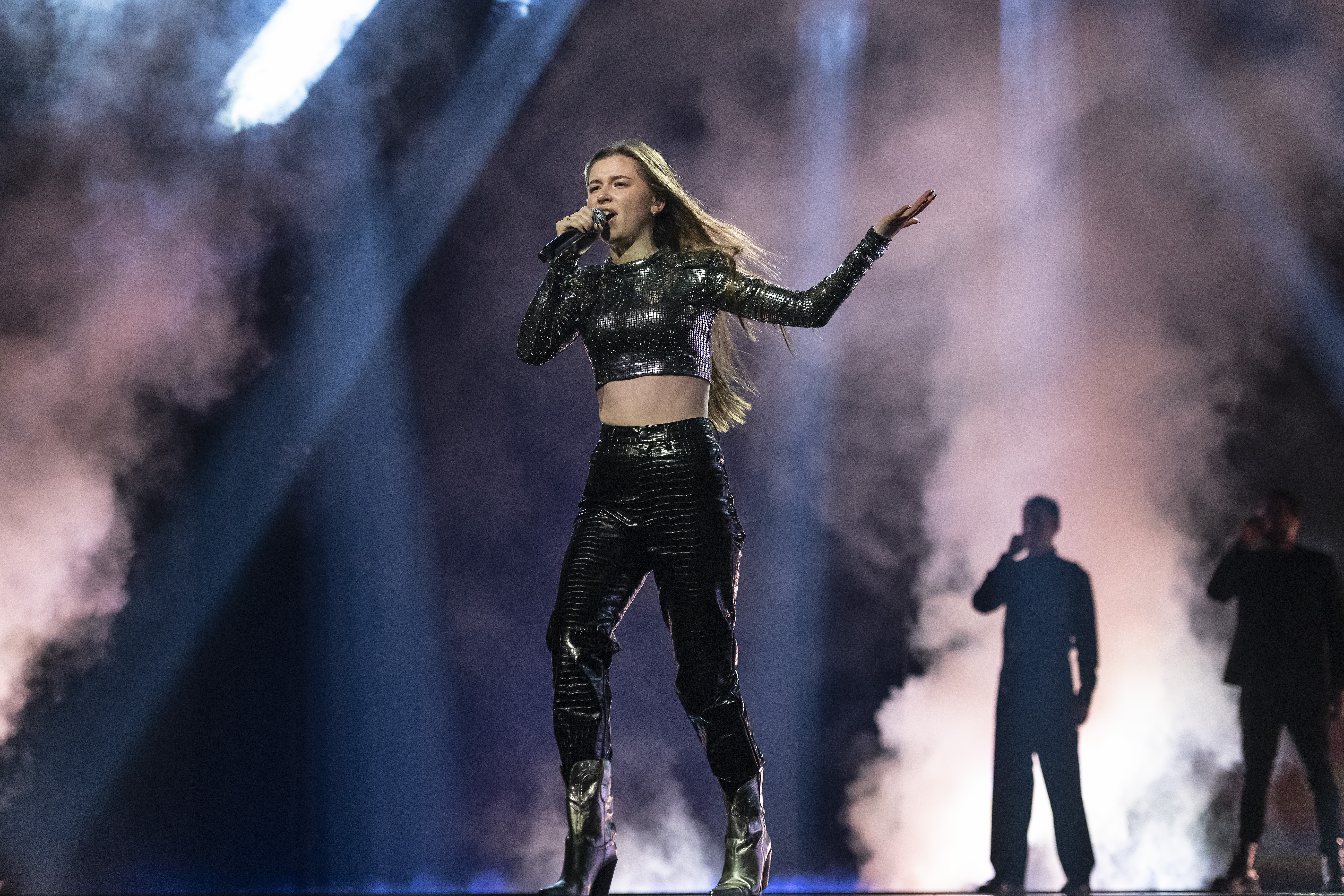
Maria Sur
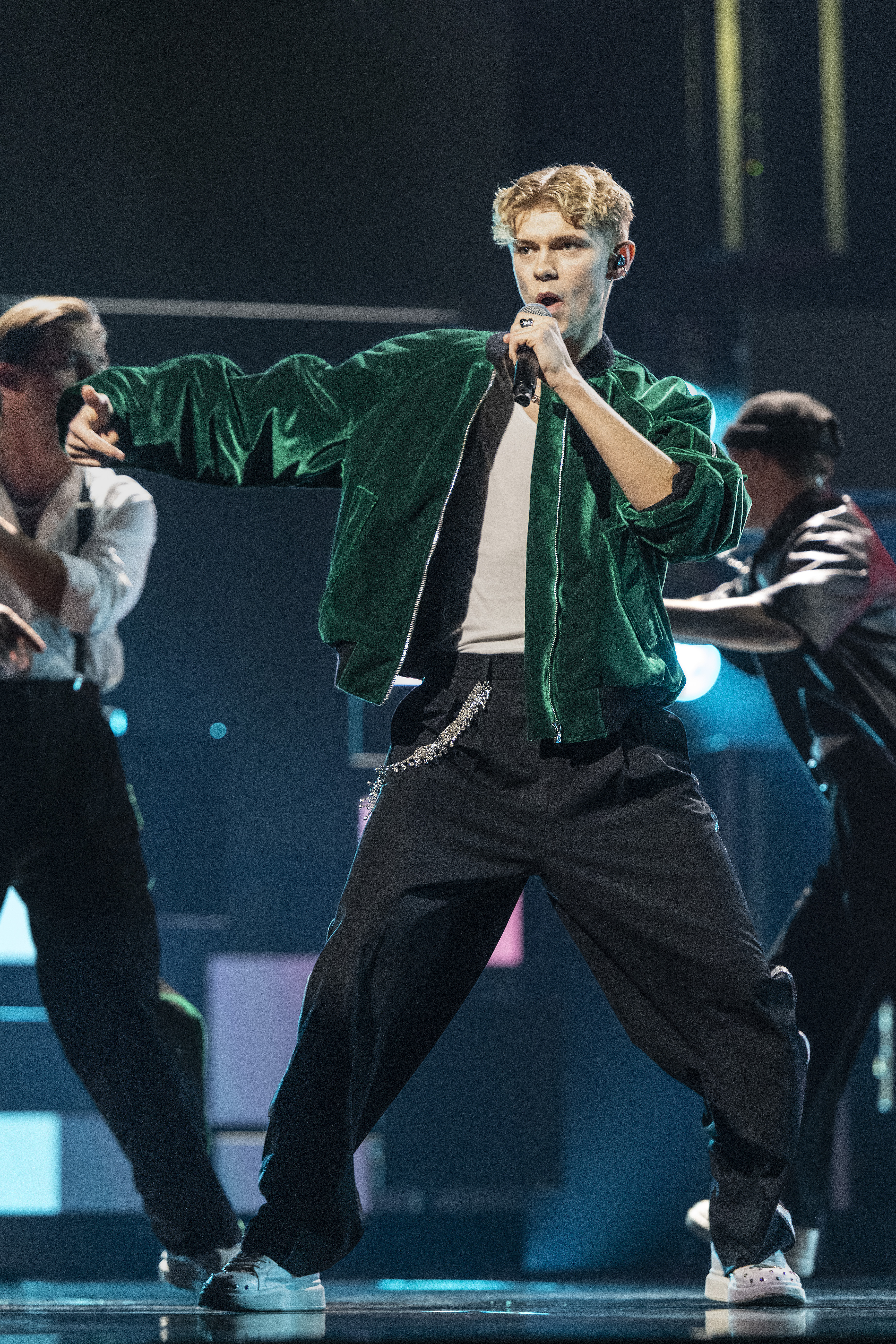
Theoz

### Harmadik válogató
A harmadik válogatót február 18-án rendezte az SVT hét előadó részvételével Lidköpingben, a Sparbanken Lidköping Arenában.
| #  | Előadó            | Dal                          | 1. forduló | 2. forduló                                | 2. forduló                                | 2. forduló                                | 2. forduló                                | 2. forduló                                | 2. forduló                                | 2. forduló                                | 2. forduló                                | 2. forduló                                | Helyezés | Eredmény     |
| #  | Előadó            | Dal                          | Szavazat   | 3–9                                       | 10–15                                     | 16–29                                     | 30–44                                     | 45–59                                     | 60–74                                     | 75+                                       | Telefon                                   | Pontszám                                  | Helyezés | Eredmény     |
| -- | ----------------- | ---------------------------- | ---------- | ----------------------------------------- | ----------------------------------------- | ----------------------------------------- | ----------------------------------------- | ----------------------------------------- | ----------------------------------------- | ----------------------------------------- | ----------------------------------------- | ----------------------------------------- | -------- | ------------ |
| 01 | Paul Rey          | Royals                       | 1 151 609  | 12                                        | 12                                        | 12                                        | 12                                        | 12                                        | 10                                        | 12                                        | 3                                         | 85                                        | 2.       | Továbbjutott |
| 02 | Casanovas         | Så kommer känslorna tillbaka | 647 419    | 1                                         | 1                                         | 3                                         | 1                                         | 3                                         | 5                                         | 5                                         | 10                                        | 29                                        | 7.       | Kiesett      |
| 03 | Melanie Wehbe     | For the Show                 | 903 976    | 5                                         | 10                                        | 5                                         | 8                                         | 8                                         | 8                                         | 8                                         | 5                                         | 57                                        | 4.       | Továbbjutott |
| 04 | Nordman           | Släpp alla sorger            | 975 890    | 8                                         | 3                                         | 10                                        | 10                                        | 10                                        | 12                                        | 10                                        | 12                                        | 75                                        | 3.       | Továbbjutott |
| 05 | Laurell           | Sober                        | 750 918    | 10                                        | 8                                         | 1                                         | 5                                         | 1                                         | 3                                         | 1                                         | 1                                         | 30                                        | 6.       | Kiesett      |
| 06 | Ida-Lova          | Låt hela stan se på          | 792 432    | 3                                         | 5                                         | 8                                         | 3                                         | 5                                         | 1                                         | 3                                         | 8                                         | 36                                        | 5.       | Kiesett      |
| 07 | Marcus & Martinus | Air                          | 1 406 741  | Továbbjutott a szavazás első fordulójából | Továbbjutott a szavazás első fordulójából | Továbbjutott a szavazás első fordulójából | Továbbjutott a szavazás első fordulójából | Továbbjutott a szavazás első fordulójából | Továbbjutott a szavazás első fordulójából | Továbbjutott a szavazás első fordulójából | Továbbjutott a szavazás első fordulójából | Továbbjutott a szavazás első fordulójából | 1.       | Továbbjutott |

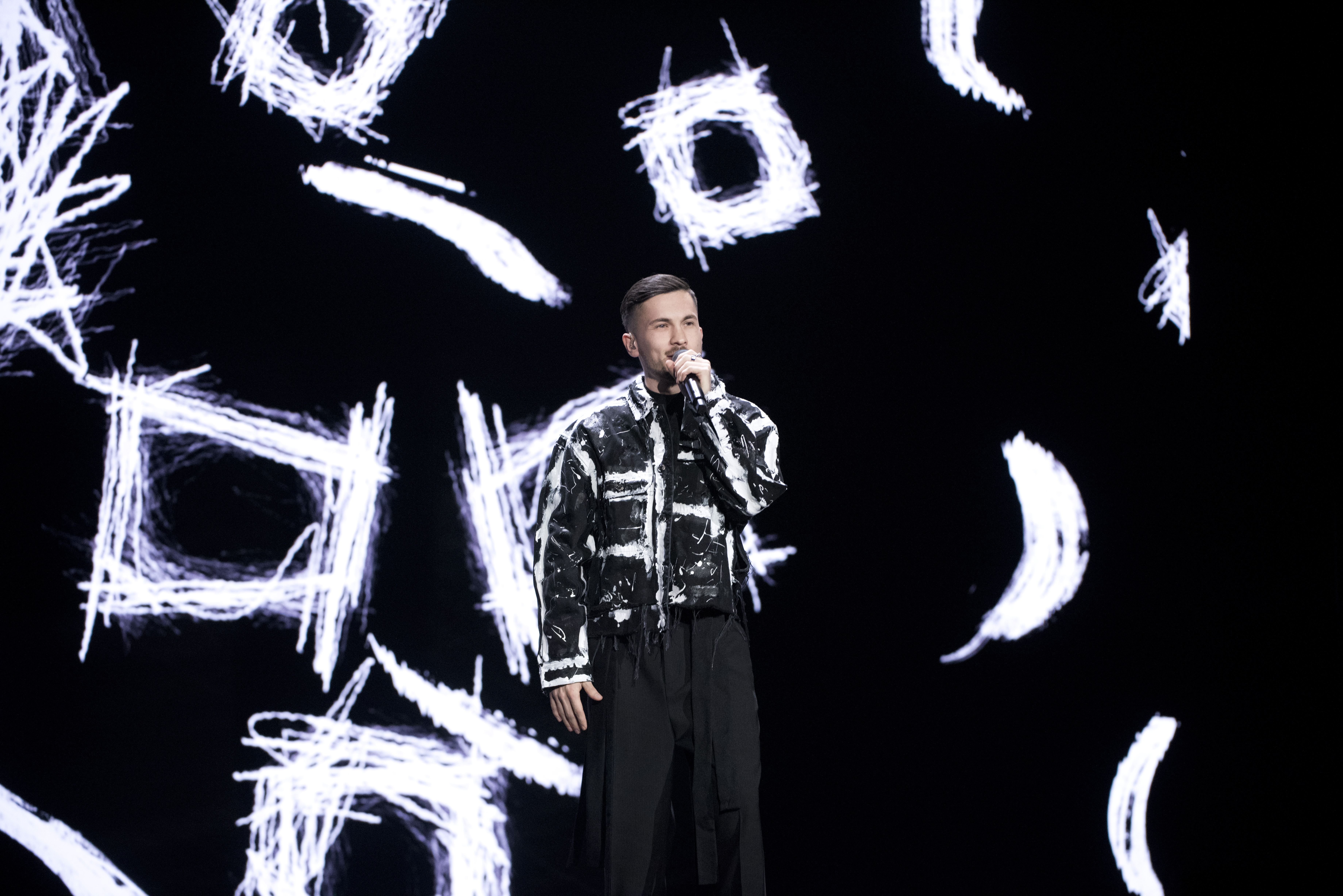
Paul Rey
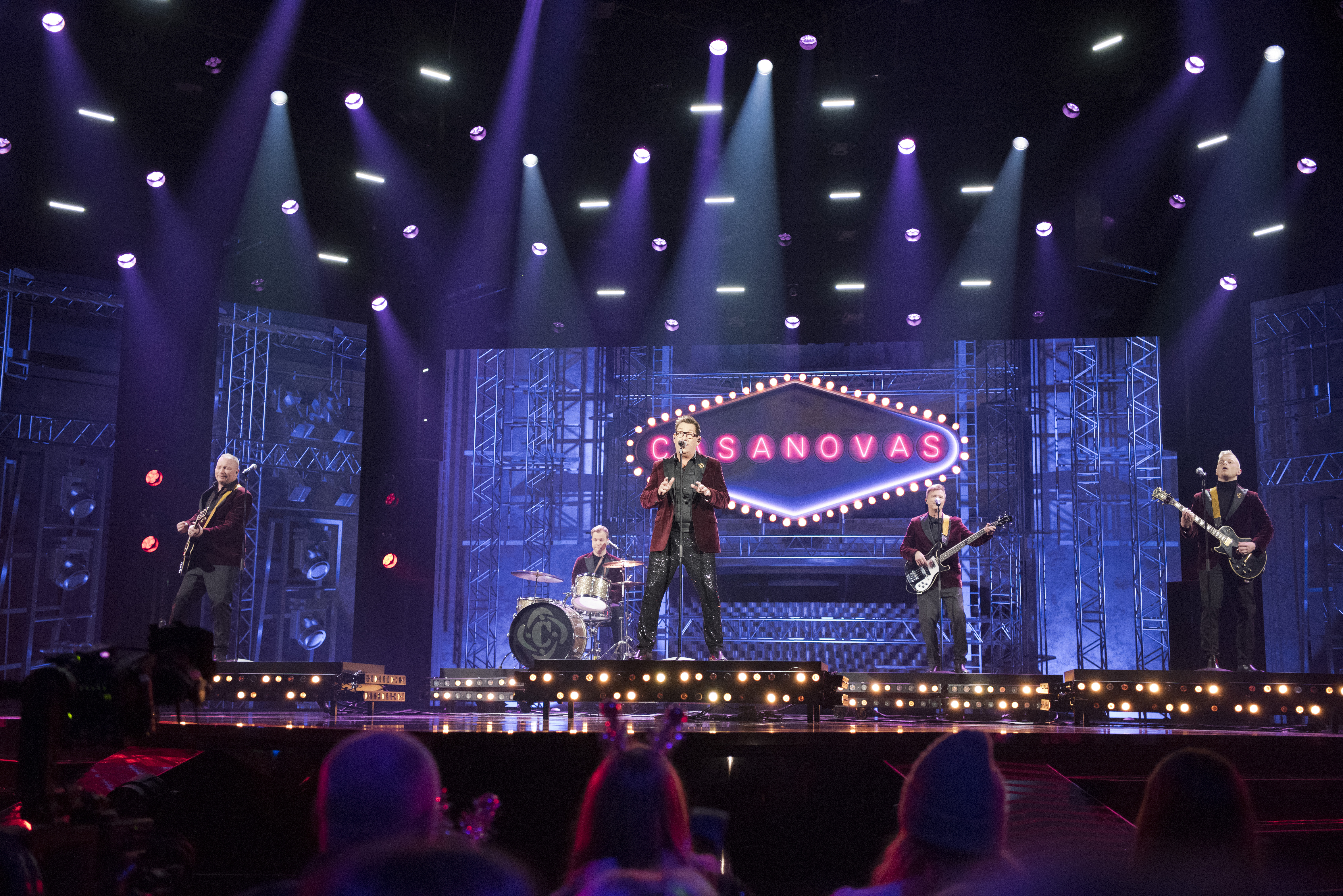
Casanovas
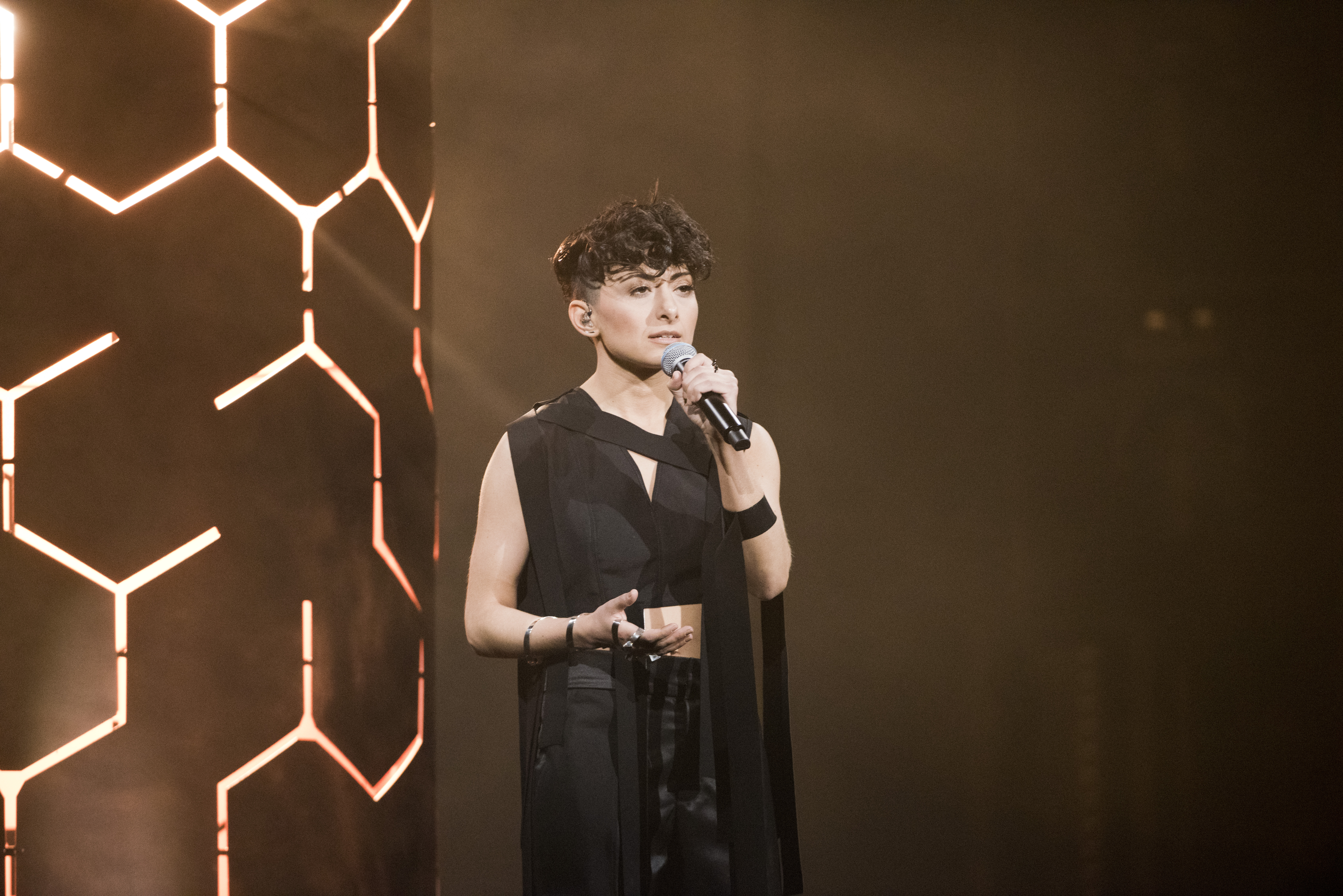
Melanie Wehbe
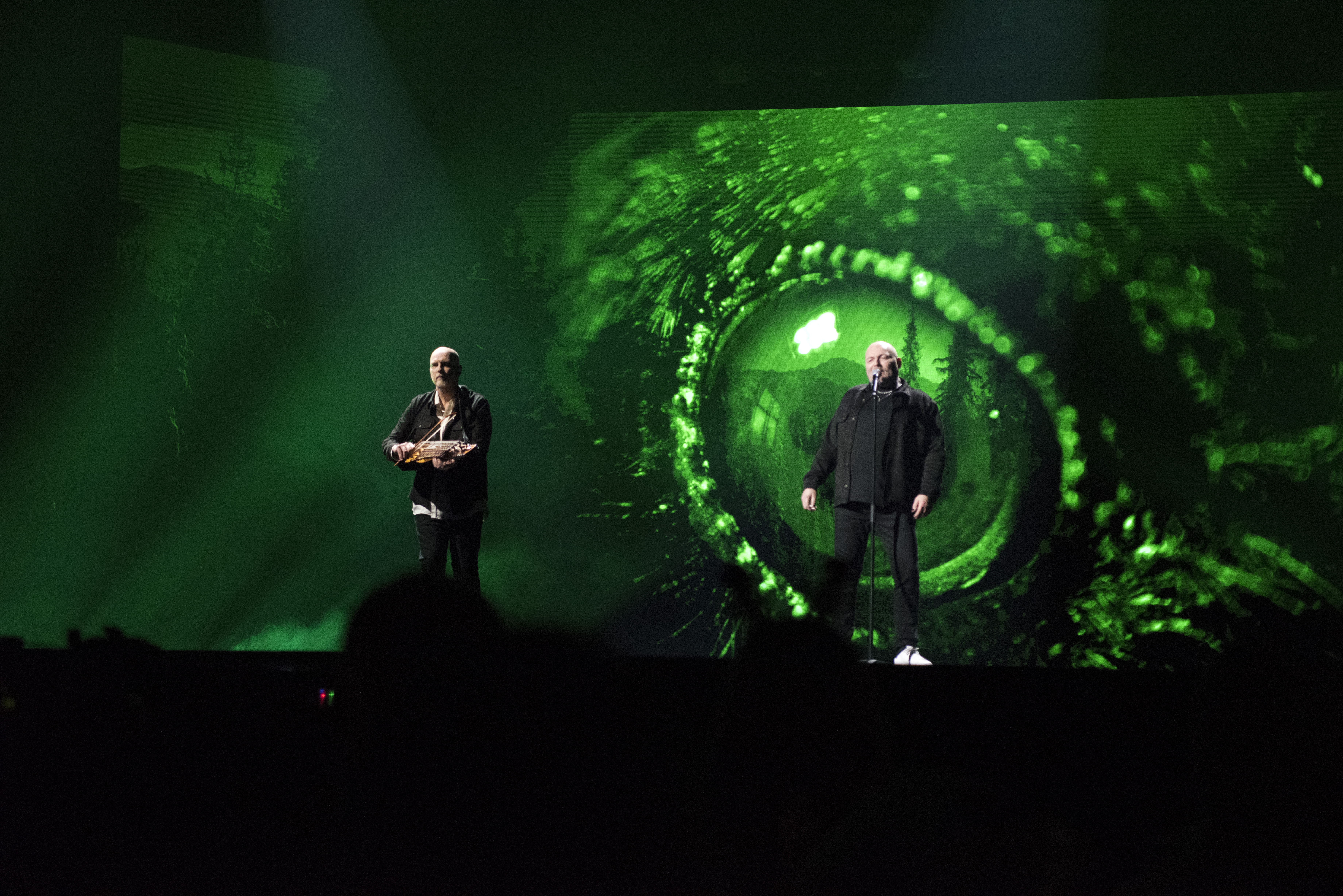
Nordman
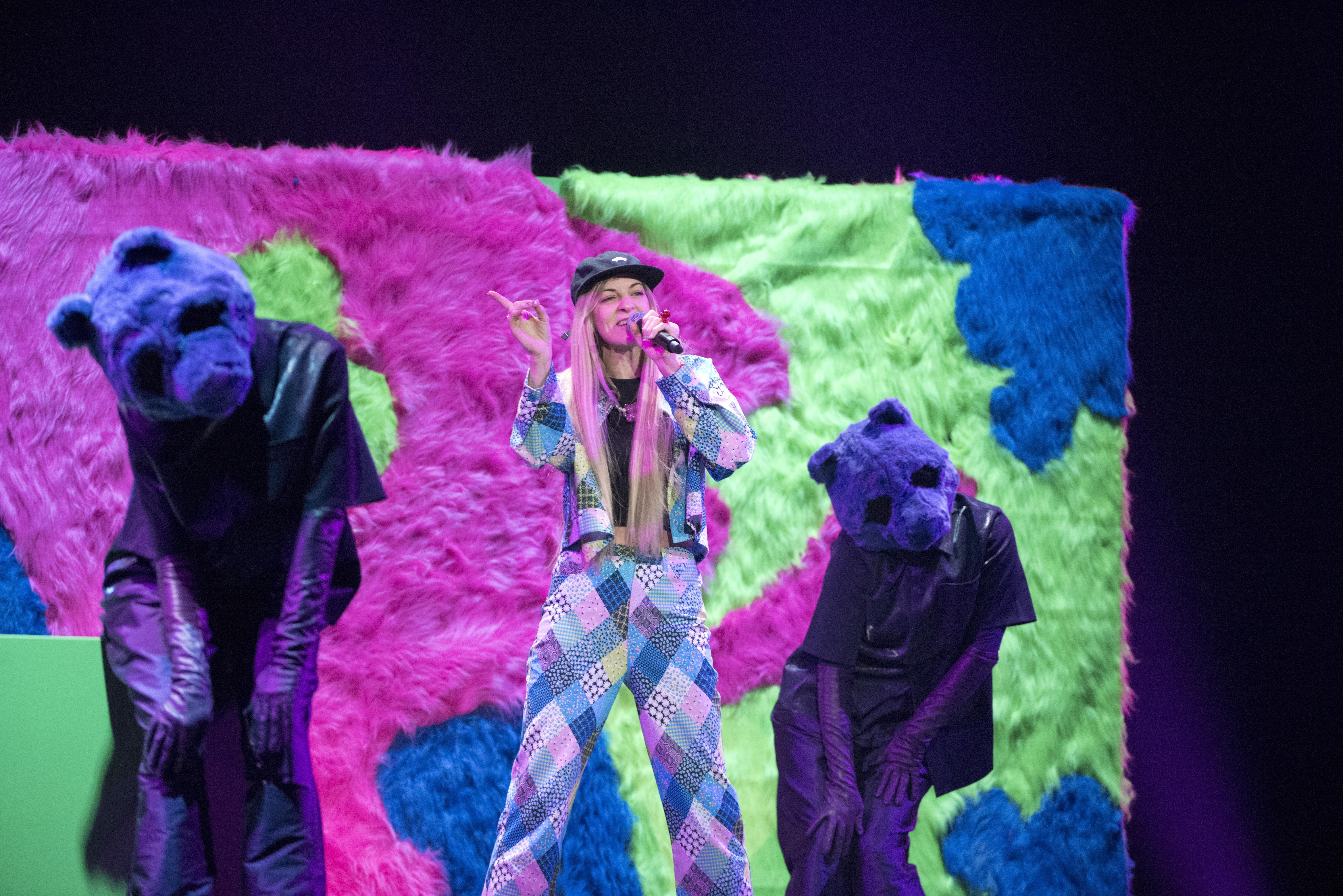
Laurell
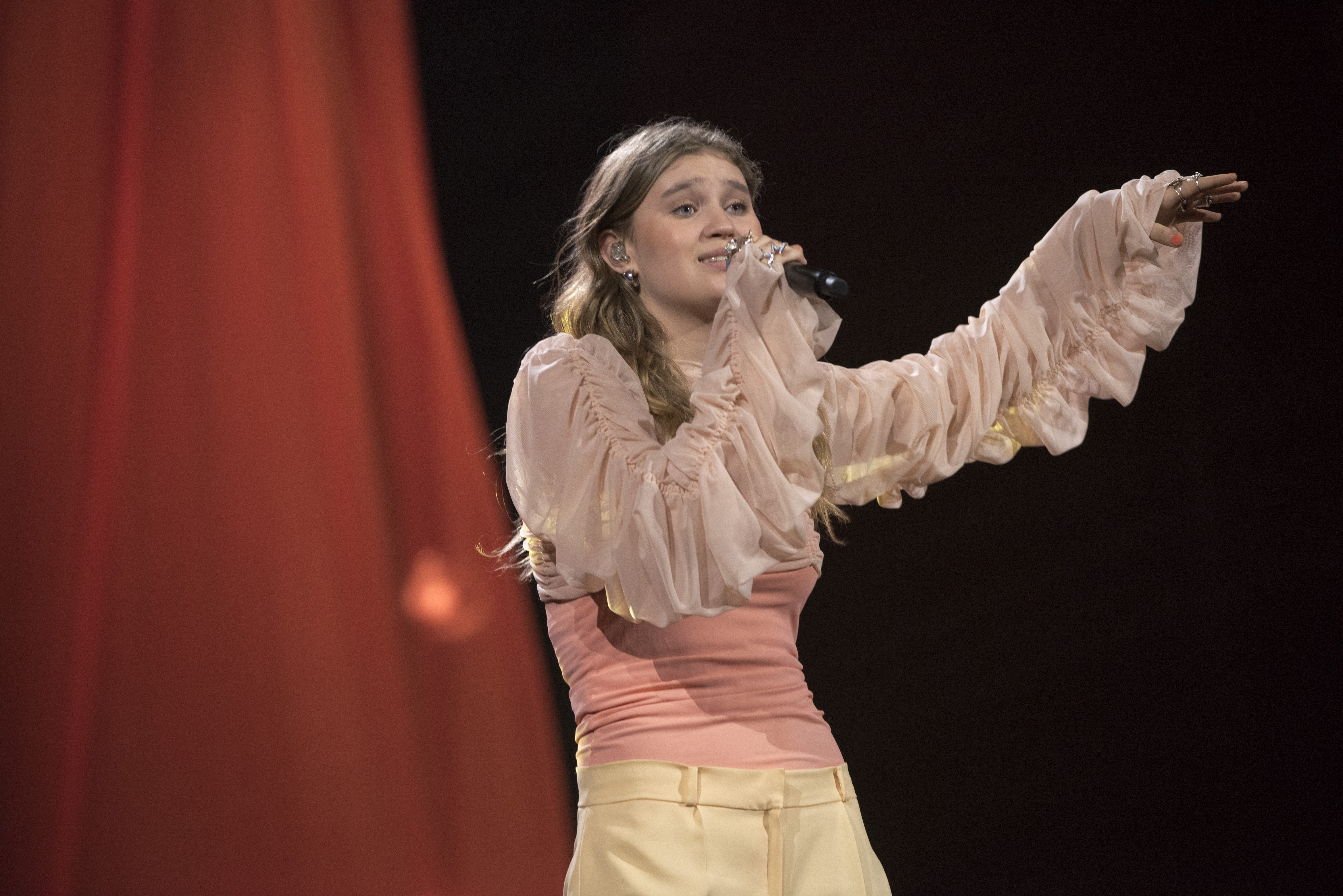
Ida-Lova
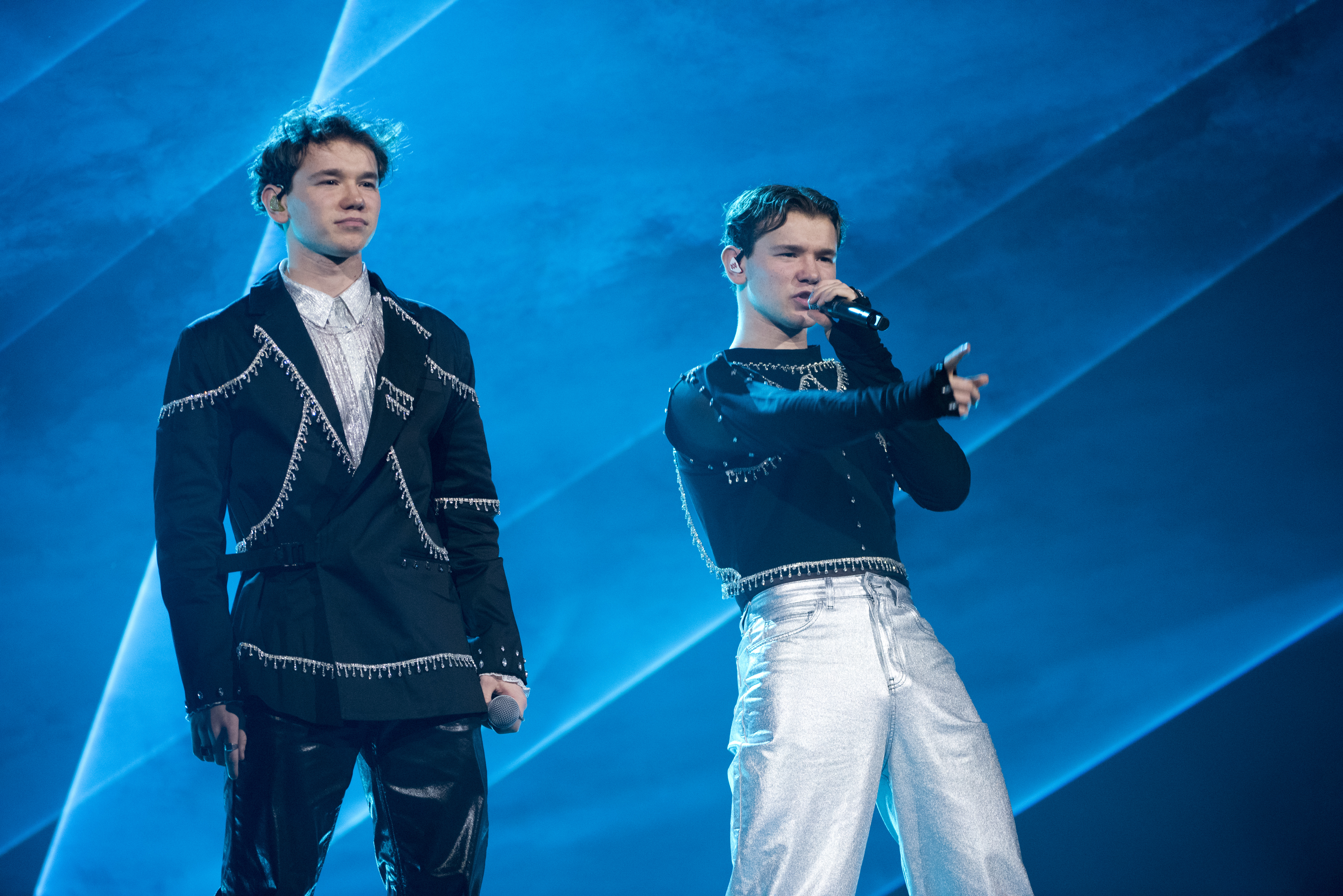
Marcus & Martinus

### Negyedik válogató
A negyedik válogatót február 25-én rendezte az SVT hét előadó részvételével Malmöben, a Malmö Arénában.
| #  | Előadó            | Dal              | 1. forduló | 2. forduló                                | 2. forduló                                | 2. forduló                                | 2. forduló                                | 2. forduló                                | 2. forduló                                | 2. forduló                                | 2. forduló                                | 2. forduló                                | Helyezés | Eredmény     |
| #  | Előadó            | Dal              | Szavazat   | 3–9                                       | 10–15                                     | 16–29                                     | 30–44                                     | 45–59                                     | 60–74                                     | 75+                                       | Telefon                                   | Pontszám                                  | Helyezés | Eredmény     |
| -- | ----------------- | ---------------- | ---------- | ----------------------------------------- | ----------------------------------------- | ----------------------------------------- | ----------------------------------------- | ----------------------------------------- | ----------------------------------------- | ----------------------------------------- | ----------------------------------------- | ----------------------------------------- | -------- | ------------ |
| 01 | Kiana             | Where Did You Go | 1 105 369  | 12                                        | 12                                        | 10                                        | 10                                        | 5                                         | 5                                         | 10                                        | 5                                         | 69                                        | 3.       | Továbbjutott |
| 02 | Signe & Hjördis   | Edelweiss        | 744 902    | 5                                         | 1                                         | 1                                         | 3                                         | 3                                         | 3                                         | 8                                         | 3                                         | 27                                        | 6.       | Kiesett      |
| 03 | Smash Into Pieces | Six Feet Under   | 1 120 307  | 10                                        | 8                                         | 12                                        | 12                                        | 12                                        | 10                                        | 3                                         | 12                                        | 79                                        | 2.       | Továbbjutott |
| 04 | Mariette          | One Day          | 835 533    | 1                                         | 3                                         | 5                                         | 5                                         | 10                                        | 12                                        | 12                                        | 8                                         | 56                                        | 4.       | Továbbjutott |
| 05 | Emil Henrohn      | Mera mera mera   | 760 793    | 8                                         | 10                                        | 3                                         | 1                                         | 1                                         | 1                                         | 1                                         | 1                                         | 26                                        | 7.       | Kiesett      |
| 06 | Axel Schylström   | Gorgeous         | 861 688    | 3                                         | 5                                         | 8                                         | 8                                         | 8                                         | 8                                         | 5                                         | 10                                        | 55                                        | 5.       | Kiesett      |
| 07 | Loreen            | Tattoo           | 1 515 287  | Továbbjutott a szavazás első fordulójából | Továbbjutott a szavazás első fordulójából | Továbbjutott a szavazás első fordulójából | Továbbjutott a szavazás első fordulójából | Továbbjutott a szavazás első fordulójából | Továbbjutott a szavazás első fordulójából | Továbbjutott a szavazás első fordulójából | Továbbjutott a szavazás első fordulójából | Továbbjutott a szavazás első fordulójából | 1.       | Továbbjutott |

### Elődöntő
Az elődöntőt március 4-én rendezte az SVT nyolc előadó részvételével Örnsköldsvikben, a Hägglunds Arénában.
| #  | Előadó          | Dal               | Szavazás  | Szavazás | Szavazás | Szavazás | Szavazás | Szavazás | Szavazás | Szavazás | Szavazás | Szavazás | Helyezés | Eredmény     |
| #  | Előadó          | Dal               | Szavazat  | 3–9      | 10–15    | 16–29    | 30–44    | 45–59    | 60–74    | 75+      | Telefon  | Pontszám | Helyezés | Eredmény     |
| -- | --------------- | ----------------- | --------- | -------- | -------- | -------- | -------- | -------- | -------- | -------- | -------- | -------- | -------- | ------------ |
| 01 | Theoz           | Mer av dig        | 2 104 689 | 12       | 10       | 12       | 12       | 6        | 6        | 6        | 6        | 70       | 2.       | Továbbjutott |
| 02 | Mariette        | One Day           | 1 459 012 | 2        | 6        | 7        | 6        | 10       | 12       | 12       | 8        | 63       | 4.       | Továbbjutott |
| 03 | Victor Crone    | Diamonds          | 1 225 614 | 6        | 7        | 2        | 2        | 2        | 4        | 4        | 1        | 28       | 6.       | Kiesett      |
| 04 | Tennessee Tears | Now I Know        | 1 393 108 | 4        | 2        | 6        | 7        | 8        | 10       | 8        | 10       | 55       | 5.       | Kiesett      |
| 05 | Elov & Beny     | Raggen går        | 1 083 924 | 7        | 1        | 1        | 4        | 1        | 1        | 1        | 2        | 18       | 8.       | Kiesett      |
| 06 | Melanie Wehbe   | For the Show      | 1 106 724 | 1        | 4        | 4        | 1        | 4        | 2        | 2        | 4        | 22       | 7.       | Kiesett      |
| 07 | Nordman         | Släpp alla sorger | 1 798 314 | 8        | 8        | 10       | 10       | 12       | 8        | 7        | 12       | 75       | 1.       | Továbbjutott |
| 08 | Kiana           | Where Did You Go  | 1 907 240 | 10       | 12       | 8        | 8        | 7        | 7        | 10       | 7        | 69       | 3.       | Továbbjutott |

### Döntő
A döntőt március 11-én rendezte az SVT tizenkettő előadó részvételével Stockholmban, a Friends Arenában. A végeredményt a nézők és a nemzetközi, szakmai zsűrik szavazatai alakították ki. Első körben a zsűrik szavaztak az alábbi módon: az első helyezett 12 pontot kapott, a második 10-et, a harmadik 8-at, a negyedik 7-et, az ötödik 6-ot, a hatodik 5-öt, a hetedik 4-et, a nyolcadik 3-at, a kilencedik 2-t, a tizedik 1 pontot. Ehhez adódtak hozzá a közönségszavazás pontjai és így alakult ki a végső sorrend.
| #  | Előadó                                           | Dal                     | Pontszám | Pontszám | Pontszám | Helyezés |
| #  | Előadó                                           | Dal                     | Zsűri    | Nézők    | Összesen | Helyezés |
| -- | ------------------------------------------------ | ----------------------- | -------- | -------- | -------- | -------- |
| 01 | Jon Henrik Fjällgren, Arc North feat. Adam Woods | Where You Are (Sávežan) | 23       | 58       | 81       | 4.       |
| 02 | Tone Sekelius                                    | Rhythm of My Show       | 15       | 5        | 20       | 12.      |
| 03 | Mariette                                         | One Day                 | 35       | 16       | 51       | 8.       |
| 04 | Marcus & Martinus                                | Air                     | 71       | 67       | 138      | 2.       |
| 05 | Panetoz                                          | On My Way               | 22       | 25       | 47       | 10.      |
| 06 | Maria Sur                                        | Never Give Up           | 10       | 37       | 47       | 9.       |
| 07 | Smash Into Pieces                                | Six Feet Under          | 53       | 59       | 112      | 3.       |
| 08 | Kiana                                            | Where Did You Go        | 37       | 39       | 76       | 6.       |
| 09 | Nordman                                          | Släpp alla sorger       | 8        | 36       | 44       | 11.      |
| 10 | Loreen                                           | Tattoo                  | 92       | 85       | 177      | 1.       |
| 11 | Theoz                                            | Mer av dig              | 42       | 36       | 78       | 5.       |
| 12 | Paul Rey                                         | Royals                  | 56       | 1        | 57       | 7.       |

Ponttáblázat
| Dal                                                                        | Zsűri        | Zsűri    | Zsűri      | Zsűri   | Zsűri | Zsűri      | Zsűri       | Zsűri         | Zsűri | Nézők     | Nézők | Nézők | Nézők | Nézők | Nézők | Nézők | Nézők | Nézők   | Nézők | Σ   |
| Dal                                                                        | Horvátország | Ausztria | Lettország | Belgium | Málta | Ausztrália | Németország | Spanyolország | Össz. | Szavazat  | 3–9   | 10–15 | 16–29 | 30–44 | 45–59 | 60–74 | 75+   | Telefon | Össz. | Σ   |
| -------------------------------------------------------------------------- | ------------ | -------- | ---------- | ------- | ----- | ---------- | ----------- | ------------- | ----- | --------- | ----- | ----- | ----- | ----- | ----- | ----- | ----- | ------- | ----- | --- |
| Where You Are (Sávežan) (Jon Henrik Fjällgren, Arc North feat. Adam Woods) | 1            | 3        | 1          | 5       | 6     | 4          |             | 3             | 23    | 2 017 718 | 6     | 5     | 5     | 7     | 7     | 10    | 10    | 8       | 58    | 81  |
| Rhythm of My Show (Tone Sekelius)                                          | 6            | 1        | 3          |         |       |            |             | 5             | 15    | 1 241 991 | 3     | 1     | 1     |       |       |       |       |         | 5     | 20  |
| One Day (Mariette)                                                         | 2            | 7        | 7          | 3       | 5     | 2          | 3           | 6             | 35    | 1 184 378 |       |       |       | 1     | 3     | 6     | 4     | 2       | 16    | 51  |
| Air (Marcus & Martinus)                                                    | 7            | 8        | 8          | 10      | 10    | 10         | 10          | 8             | 71    | 2 565 958 | 10    | 10    | 10    | 8     | 8     | 7     | 7     | 7       | 67    | 138 |
| On My Way (Panetoz)                                                        | 5            | 2        | 2          | 4       | 4     | 1          | 4           |               | 22    | 1 837 663 | 5     | 7     | 6     | 3     | 1     |       | 2     | 1       | 25    | 47  |
| Never Give Up (Maria Sur)                                                  |              |          |            | 2       |       | 6          | 1           | 1             | 10    | 1 786 719 | 4     | 6     | 2     | 2     | 4     | 5     | 8     | 6       | 37    | 47  |
| Six Feet Under (Smash Into Pieces)                                         | 3            | 6        | 6          | 6       | 7     | 8          | 7           | 10            | 53    | 2 431 405 | 8     | 4     | 8     | 10    | 10    | 8     | 1     | 10      | 59    | 112 |
| Where Did You Go (Kiana)                                                   |              | 4        | 10         |         | 3     | 5          | 8           | 7             | 37    | 1 841 580 | 7     | 8     | 3     | 4     | 5     | 3     | 6     | 3       | 39    | 76  |
| Släpp alla sorger (Nordman)                                                | 4            |          |            | 1       | 1     |            | 2           |               | 8     | 1 854 602 | 2     | 2     | 7     | 5     | 6     | 4     | 5     | 5       | 36    | 44  |
| Tattoo (Loreen)                                                            | 8            | 12       | 12         | 12      | 12    | 12         | 12          | 12            | 92    | 3 783 148 | 1     | 12    | 12    | 12    | 12    | 12    | 12    | 12      | 85    | 177 |
| Mer av dig (Theoz)                                                         | 12           | 5        | 5          | 7       | 2     | 3          | 6           | 2             | 42    | 1 915 643 | 12    | 3     | 4     | 6     | 2     | 2     | 3     | 4       | 36    | 78  |
| Royals (Paul Rey)                                                          | 10           | 10       | 4          | 8       | 8     | 7          | 5           | 4             | 56    | 1 060 383 |       |       |       |       |       | 1     |       |         | 1     | 57  |

## Nézettség
| Forduló           | Sugárzás          | Sugárzás      | Nézettség (fő) | Szavazók száma | Szavazók száma                 | Szavazatok száma | Szavazatok száma               | Radiohjälpen-segély (korona) | Forrás |
| Forduló           | Dátum             | Idősáv        | Nézettség (fő) | Összesen (fő)  | Változás az előző évhez képest | Összesen (db)    | Változás az előző évhez képest | Radiohjälpen-segély (korona) | Forrás |
| ----------------- | ----------------- | ------------- | -------------- | -------------- | ------------------------------ | ---------------- | ------------------------------ | ---------------------------- | ------ |
| Első válogató     | 2023. február 4.  | szombat 20:00 | 2 795 000      | 525 532        |                                |                  |                                | 425 813                      |        |
| Második válogató  | 2023. február 11. | szombat 20:00 | 2 731 000      | 527 368        |                                |                  |                                | 417 647                      |        |
| Harmadik válogató | 2023. február 18. | szombat 20:00 | 2 493 000      | 512 158        |                                |                  |                                | 340 259                      |        |
| Negyedik válogató | 2023. február 25. | szombat 20:00 | 2 704 000      | 542 205        |                                |                  |                                | 472 043                      |        |
| Elődöntő          | 2023. március 4.  | szombat 20:00 | 2 315 000      | 541 460        |                                |                  |                                | 485 868                      |        |
| Döntő             | 2023. március 11. | szombat 20:00 | 3 419 000      | 936 964        |                                |                  |                                | 1 584 404                    |        |

## Külső hivatkozások
- A Melodifestivalen weboldala (svédül)